# Schurken im Batman-Universum
Dieser Artikel beschreibt die Gegenspieler (Antagonisten) des Comichelden Batman in dessen Universum.
Die Widersacher Batmans lassen sich in drei Kategorien einteilen: Die häufigsten Schurken waren geisteskranke Kriminelle; des Weiteren gab es zahlreiche konventionelle Widersacher, wie etwa Straßenschläger, Jugendbanden, Drogenschieber oder Mafiosi. Abseits davon existiert eine Reihe irrealer Figuren wie außerirdische Welteroberer oder extradimensionale Zauberwesen, die in der Serie aber seltener geworden sind.

## Gegner Batmans im Laufe der Jahrzehnte

### 1930–1950
In den frühesten Batman-Geschichten der 1930er und 1940er Jahre bekam es der Held häufig mit verrückten Wissenschaftlern und Gangstern zu tun, die an die Mobster der Prohibitionszeit erinnerten. Frühe wiederkehrende Gegenspieler waren beispielsweise Doctor Death und Professor Hugo Strange. Die Schurken der 1940er Jahre waren vor allem durch die Abenteuer von Dick Tracy inspiriert, der es mit grotesk entstellten Bösewichten zu tun hatte. In Batman #1 von 1940 wurden gleich zwei bis heute sehr bekannte Gegenspieler des Helden eingeführt: der Joker als Batmans ewiger Erzfeind und Catwoman, eine ambivalente Figur, die Heldin und Schurkin zugleich ist. In den frühen 1940er Jahren folgten der Pinguin, Clayface, Two-Face und die Vogelscheuche (Scarecrow). In den späten 1940ern gesellte sich der verrückte Hutmacher (Mad Hatter) hinzu. Ein häufiges Motiv dieser Zeit ließ die Gegenspieler themenbasiert auftreten, so war der Joker auf das Thema Humor, Clowns und Spielzeug fixiert, während für Two-Face die Zahl zwei bei seinen Verbrechen eine große Rolle spielte. Der Mad Hatter hingegen war von Hüten, Gedankenkontrolle und dem Buch Alice im Wunderland besessen.

### 1950–1960
In den 1950er Jahren, der Zeit des nuklearen Wettrüstens und des Sputnikschocks, wurde Batman oft mit Science-Fiction-Gegnern konfrontiert. So bekam er es in dieser Ära oft mit Robotern und Außerirdischen zu tun. Allerdings hatte in den frühen 50ern mit Deadshot einer der düstersten Batman-Schurken sein Debüt.

### 1960–1970
In den 1960er Jahren, als die Batman-Fernsehserie mit Adam West in der Titelrolle ausgestrahlt wurde, stellten sich dem Helden meist grelle Scherzfiguren entgegen, wie etwa Mr. Freeze, Kite-Man, Signal-Man, Calendar Man und einige andere „-Man“-Figuren. Weitere Charaktere dieser Ära waren die boshafte Botanikerin Poison Ivy und ein neuer, mit Superkräften ausgestatteter Clayface.

### 1970–1980
Die 1970er Jahre brachten eine Rückbesinnung auf die Ursprünge der Batman-Figur im Crime Noir. Dementsprechend traf der Held auf neue Gegner, die durch Horror- und Kriminalgeschichten inspiriert waren. So debütierten zu der Zeit Figuren wie der tragische Man-Bat, das Produkt eines fehlgeschlagenen wissenschaftlichen Selbstversuchs, und ein mörderischer neuer, dritter Clayface. Ra’s al Ghul, der Anfang der 1970er eingeführt wurde, war der erste wirklich mächtige Batman-Gegenspieler und der Anführer eines weit vernetzten, kriminellen Imperiums. Die Neuartigkeit al Ghuls zeigte sich auch darin, dass er als erster Schurke die Geheimidentität des Helden lüften konnte. Das amerikanische Trauma des Vietnamkrieges fand sich in Figuren wie dem Brandstifter Firebug und dem bizarren Ten-Eyed-Man wieder. Soziale Problematik fand durch Black Spider Einzug, den ersten schwarzen Batman-Widersacher, einen Drogensüchtigen, der brutale Selbstjustiz übte.

### 1980–1990
In den 1980er Jahren wurden düstere und erschreckende Schurken eingeführt, wie der Krokodil-Mensch Killer Croc, der verstümmelte Ex-KGB-Agent KGBeast, der sadistische Mafioso Black Mask, der Kannibale Cornelius Stirk und der schizophrene Bauchredner Arnold Wesker. Daneben wurden viele alte Widersacher wie der Joker oder Two-Face weiter zugespitzt. Ersterer tötete sogar Batmans Assistenten Robin in einem grausamen Zweikampf (Batman #427, 1988).

### 1990–2000
Der düstere Trend der 1980er Jahre setzte sich in den frühen 1990er Jahren mit dem Serienkiller Victor Zsasz und dem Terroristen Bane fort. Die humoristische Seite der Schurkengalerie verkörperten in dieser Zeit vor allem Figuren wie Harley Quinn.

### Seit 2000
Im neuen Jahrtausend stehen dem Helden vor allen Dingen manipulative Genies gegenüber, die aus mehr oder weniger überzeugenden Gründen einen Groll gegen ihn hegen, wie sein Jugendfreund Tommy Elliott (Hush), der Killer David Cain und der wiederauferstandene zweite Robin, Jason Todd. Trotz vieler neuer Schurken gibt es auch sehr viele Schurkenklassiker wie den Joker, Two-Face, Scarecrow und Catwoman.

## Abattoir
Siehe Eintrag „Abattoir“ im Artikel Azrael (Comicserie).

## Amygdala
Siehe Eintrag „Aaron Helzinger“ im Artikel Nightwing.

## Anthony Lupus
Anthony Lupus ist ein Zehnkämpfer, der die Fähigkeit besitzt, sich in einen Werwolf zu verwandeln. Die Figur trat erstmals in Batman #255 auf.
In der Batman-Zeichentrickserie von Bruce Timm und Paul Dini trägt die Figur den Namen Anthony Romulus.

## Anthony Zucco
Anthony Zucco (auch Tony Zucco) ist ein Mobster, der erstmals in Detective Comics #38 vom April 1940 (Autor: Bill Finger, Zeichner: Bob Kane, James Dale Robinson) unter dem Namen Boss Zucco auftaucht. Er ist wahrscheinlich nach dem in den 1930er und 1940er Jahren populären Hollywood-Schauspieler George Zucco benannt, der vor allem Schurken und Finsterlinge spielte.
Zucco versucht, den in Gotham City gastierenden Haley-Zirkus um Schutzgeld zu erpressen. Als der Zirkusdirektor sich weigert, auf Zuccos Forderung einzugehen, sabotiert der die Schwingschaukeln in der Kuppel des Zirkuszelts, was zum Tod des Akrobaten-Ehepaares Mary und John Grayson führt. Bruce Wayne, der in seiner Kindheit den Tod seiner Eltern mit ansehen musste, übernimmt die Vormundschaft für ihren Sohn Richard, der fortan als Robin zu Batmans Partner wird. Gemeinsam bringen sie Zucco zur Strecke, der in der Urversion von 1940 bei einem Fluchtversuch von einem Hochhausdach in den Tod stürzt. In späteren Version stirbt Zucco auf der Flucht an einem Herzinfarkt (Batman: Dark Victory) bzw. er wird lebend ergriffen. Sein Rang in der Unterwelt wird ebenfalls unterschiedlich dargestellt: Während er in der früheren Version der Boss einer mächtigen Bande ist, stellen ihn spätere Comics als strebsamen Emporkömmling dar.
Die Geschichte Batman: Year Three von 1988/89, die zwischen zwei Zeitebenen hin- und herspringend, erzählt die Fassung von 1940 noch einmal neu und berichtet von Zuccos vorzeitiger Haftentlassung nach nur 6 von eigentlich 55 Jahren. Nachdem Zucco unmittelbar nach seiner Freilassung von auf ihn lauernden Gangstern erschossen worden war, nehmen Batman und der inzwischen erwachsene Richard „Dick“ Grayson die Vergangenheit des Kriminellen genauer unter die Lupe. Dabei stoßen sie auf ein umfangreiches Dossier mit belastendem Beweismaterial gegen zahlreiche Gothamer Bandenchefs.
Im Fernsehen trat Zucco als Schurke in den Zeichentrickserien Batman: The Animated Series (US-Synchronstimme: Thomas F. Wilson) und The Batman (US-Synchronstimme: Mark Hamill) auf. Die Kerngeschichte über die Schutzgelderpressung und den Tod des Ehepaars Grayson bleibt dabei erhalten. In der ersten Serie ist Zucco ein ehrgeiziger Handlanger seines Onkels, dem Mob-Boss Arnold Stromwell, der ihn für sein ungeschicktes Vorgehen beim Haley-Zirkus verstößt. In der anderen Serie wird er als ehemaliger Messerwerfer dargestellt, der mit anderen Artisten den konkurrierenden Haley-Zirkus aufs Korn nimmt.
Im Film Batman Forever verschmilzt die Figur von Zucco mit der von Harvey Two-Face. In dem Film wird dargestellt, dass Two-Face den Zirkus als Geisel nimmt, um Batman zu erpressen, damit er endlich seine Maske fallen lässt. Um zu zeigen, dass es ihm ernst ist, hängt er in der Luft eine Bombe auf, deren Fernzünder er hat. Die Artisten Grayson wollen zur Bombe hochklettern und sie entschärfen. Doch als Two-Face den Plan der Artisten durchschaut, fängt er an, auf sie zu schießen. Nur der Junge Richard genannt Dick wird nicht getroffen. So gelingt es ihm, die Bombe an sich zu reißen und sie anschließend im Meer zu versenken. Anschließend wird Dick von Bruce Wayne adoptiert. In Waynes Villa entdeckt er die Bathöhle und überredet Batman, dass er sein neuer Partner wird. Dabei geht es Dick nicht darum, Leuten zu helfen, sondern eigentlich sich an Two-Face zu rächen. Im Film wird Batman von Val Kilmer gespielt, Robin von Chris O’Donnell und Two-Face von Tommy Lee Jones.

## Baby Doll
Mary Louise Dahl arbeitete in ihrer Kindheit in der beliebten TV-Serie Love that Baby. Durch eine genetische Störung wuchs ihr Körper nicht normal und sie blieb ewig ein Kind. Nach dem Ende der Show versuchte sie Arbeit für Erwachsene zu finden, doch niemand konnte etwas mit einer Kind-Schauspielerin anfangen. Der Konflikt, eine erwachsene Frau in einem Mädchenkörper zu sein, trieb Mary Dahl in den Wahnsinn. Fortan nannte sie sich selbst Baby Doll und benahm sich wieder wie das ungezogene freche Gör in der Show, allerdings nun mit „echten“ Waffen und gefährlichen Spielsachen bewaffnet, tyrannisierte sie ihre Mitmenschen und wurde von Batman jedes Mal zurück in das Arkham Asylum verfrachtet. Der Charakter wurde eigens für die animierte Serie erfunden.
Später ging sie eine kurze Allianz mit Killer Croc ein, mit dem sie sich seelisch verbunden glaubte, da er ebenfalls aufgrund seiner Erscheinung und Verhalten von der Gesellschaft verstoßen wurde. Allerdings scheiterte diese Partnerschaft wegen Crocs schlechtem Charakter.

## Bane
Siehe Artikel Bane (Comic)

## Batzarro
Batzarro ist ein lebendiges Zerrbild von Supermans Verbündetem Batman. Der Schurke debütierte in Superman #181 vom April 2002 (Autor: Jeph Loeb, Zeichner: Ed McGuiness). Die Figur basiert dabei auf einem Batman-Klon der in World’s Finest Comics #156 vom März 1966 auftrat. Batzarro ist eine Übertragung des Superman-Doppelgängers Bizarro auf die Batman-Figur. Gemeinsam mit Bizarro bildet er das Team World’s Worst, das Negativ-Pendant zum Superman/Batman-Team „World’s Finest“.

## Black and White Bandit
Der Black and White Bandit, alias Roscoe Chiara (eine Anspielung auf die Schwarzweiß-Maltechnik Chiaroscuro) ist ein parodistischer Schurke, der in der Reihe Batman: Gotham Knights #12, Februar 2001 (Autor und Zeichner: Dave Gibbons) auftrat. Die Figur nimmt die „themenbasierten Schurken“ der 1950er und 1960er aufs Korn, deren Verbrechen sich stets um ein mehr oder weniger absurdes Thema drehten, (wie z. B. Two-Face, dessen Taten im Zusammenhang mit der Zahl zwei standen oder Calendar-Man, dessen Verbrechen stets mit dem Kalender zusammenhingen). Chiara ist ein Maler, der durch den Kontakt mit einer neuen, ungetesteten Farbe farbenblind wurde und seither die Welt nur noch in Schwarz-Weiß sieht.

## Black Mask
Seinen ersten Auftritt hatte Roman Sionis, besser bekannt als Black Mask in US-Batman #386 im August 1985. Er wurde von Doug Moench und Tom Mandrake kreiert.
Roman Sionis wurde in eine der elitären Gothamer Familien geboren und war durch die elterliche Freundschaft dem jungen Bruce Wayne (Batman) bekannt. Sionis brannte das familiäre Anwesen ab und tötete auf diese Weise seine Eltern. Den derart geerbten Reichtum verprasste er und sah sich schließlich dazu gezwungen, sich mit neuen Gesichtskosmetika über Wasser halten. Alle, die es testeten, unter anderem das Modell Circe, wurden allerdings entstellt. Die bankrotte Firma Sionis wurde von Bruce Wayne gekauft, doch Sionis war der Meinung, er, Roman, hätte „sein Gesicht verloren“. Von dem Gedanken ergriffen neben dem Gesicht auch die Persönlichkeit mit einer Maske wechseln zu können, baute er sich seine schwarze Maske aus Teilen des Sarges seines Vaters, und wurde so zu Black Mask. Er ist ein Kriminelles Superhirn, ein guter Nahkämpfer und bewandert in der Anwendung verschiedener Folter-Techniken.
Sionis ist der Anführer der False Face Society und damit einer der mächtigsten und einflussreichsten Mafiabosse von Gotham City. In den Comics wird er als ein sadistischer Wahnsinniger charakterisiert und ist damit einer der Stammgäste im Arkham Asylum.
Bei einem Kampf mit Batman verlor Sionis seine Maske auf dem brennenden Fußboden. Als er sie schließlich wiederfand und aufsetzte, brannte sich die heiße Maske in seinem Gesicht fest.
Seitdem trat Black Mask offiziell nur noch ohne Maske in Erscheinung, da er meinte, sein neues Antlitz, das einem verkohlten Totenschädel ähnelt, wäre abschreckender als jede Maske. Masken blieben aber auch weiterhin seine Passion. So schaffte er es z. B. während der Kriegsspiele-Saga, als Orpheus maskiert, Batman eine Falle zu stellen und so seine Pläne zu vereiteln, sämtliche Banden Gothams zusammen mit der Polizei in Gewahrsam zu nehmen.
Nach seinem Tod brach ein riesiger Bandenkrieg in der Unterwelt aus. Da es keinen direkten Nachfolger gab, kämpften nun alle Gangs erbittert um diese Position. Batman selbst sah den Pinguin als Hauptkandidat, um Black Masks „Lücke“ zu füllen und das Chaos auf den Straßen zu beenden.
In Batman #48 kam jedoch heraus, dass Dr. Jeremiah Arkham, Neffe des ersten Leiters von Arkham Asylum, die Rolle von Black Mask übernahm, er wurde von Dick Grayson als Batman überführt und fristet nun sein Dasein in einer Gummizelle in Arkham Asylum.
In der Fernsehserie Gotham wird Richard Sionis eingeführt, verkörpert vom Schauspieler Todd Stashwick. Dieser ist der Vater von Roman Sionis und tritt in der Prequel-Serie als Vorgänger von Black Mask in Erscheinung.
Im Film Birds of Prey (2020) ist Black Mask ein Antagonist des titelgebenden Teams. Er wird von Ewan McGregor gespielt.
In der zweiten Staffel der Fernsehserie Batwoman tritt Sionis als Hauptgegenspieler auf. Verkörpert wird er vom Kanadier Peter Outerbridge.

## Black Spider
Siehe Artikel Black Spider.

## Blockbuster
Siehe die Einträge „Blockbuster I“ und „II“ im Artikel Nightwing.

## Brutale
Siehe Eintrag „Brutale“ im Artikel Nightwing.

## Calendar Man
Der Calendar Man (eigentlich Julian Gregory Day) ist ein in Detective Comics #259 (September 1958) eingeführter Schurke, der ursprünglich über keine besonderen Fähigkeiten verfügte. Seine Verbrechen haben immer etwas mit dem Tag zu tun, an dem sie verübt werden. Insbesondere in den 1990er Jahren wurde versucht, ihn zunehmend zu einem diabolischen Verrückten zu stilisieren. Er verbündete sich mit anderen bekannten Bösewichten wie Killer Moth und Catman (Batman: Shadow of the Bat #7–9, 1992–1993). Im Jahr 2000 erhielt er einen High-Tech-Anzug, der ihn deutlich gefährlicher werden ließ. Dennoch gilt Calendar Man als wenig populärer Charakter.
In der Zeichentrickserie Batman: The Animated Series trat ein weibliches Pendant namens Calendar Girl auf (US-Synchronstimme: Sela Ward).
Es gab ursprünglich Pläne, Calendar Man in der Krimiserie Gotham auftreten zu lassen. Dies wurde jedoch letztlich nicht mehr umgesetzt, als die Serie eingestellt wurde und geplante Auftritte einiger Comic-Gegner nicht mehr verwirklicht werden konnten.
Im Live-Action-Film The Suicide Squad wurde Calendar Man von Sean Gunn gespielt und als Insasse im Gefängnis Belle Reve dargestellt.

## Captain Stingaree
Captain Stingaree (dt. „Stachelrochen“), alias Karl Crossman, ist ein Dieb, der sich bei seinen kriminellen Aktionen als Pirat in Szene setzt. Seinen ersten Auftritt hatte er in Detective Comics #460 (Juni 1976, Autoren: Bob Rozakis und Michael Uslan, Zeichner: Ernie Chan und Frank McLaughlin). Crossman ist ein glatzköpfiger Mann mit einer Augenklappe über dem linken Auge.

## Carmine Falcone
Carmine Falcone war ein Mafioso, der Gotham City zu Beginn von Batmans Karriere beherrschte. Der Unterwelt-Grande wurde in US-Batman #405 während Batman – das erste Jahr (1987) in die Batman-Serie eingeführt (Autor: Frank Miller, Zeichner: David Mazzucchelli). Mit Spitznamen hieß der italienischstämmige Falcone „der Römer“ (engl. „The Roman“).
Im Kinofilm Batman Begins (2005) wird Falcone von Tom Wilkinson gespielt. In dem Film wird er als beherrschende Gestalt der Gothamer Unterwelt vorgestellt. Das Gleiche gilt für die Serie Gotham (2014–2019), in der er von John Doman verkörpert wird. Dort wird er in der 4. Staffel von Professor Pyg im Auftrag seiner eigenen Tochter Sofia Falcone erschossen. 
Im Film The Batman (2022) ist John Turturro der Darsteller von Falcone. Während zu Anfang des Films angedeutet wird, dass er ein wichtiger Informant der Polizei bei einer Razzia gegen Salvatore Maroni war, stellt sich später heraus, dass Falcone faktisch die Kontrolle über Gotham City hat; der Bürgermeister sowie die Staatsanwaltschaft und ein Großteil der Polizei sind von ihm korrumpiert und stehen unter seiner Kontrolle. Auch die Ermordung von Bruce Waynes Eltern soll auf seinen Befehl erfolgt sein.

## Cassidy
Cassidy ist ein Schläger der erstmals in Robin #1 von 1993 auftaucht (Autor: C. Dixon; Zeichner: T. Grummett). In diesem Heft gehört er einer Bande von Autodieben namens The Speed Boys an, die sich auf den Raub von teuren Sportwagen spezialisiert haben, und die schließlich von Robin zur Strecke gebracht werden. Cassidy ist ein extrem kräftig und stämmig gebauter, ungewöhnlich starker, Mann, über den fast nichts bekannt ist – nicht einmal ob Cassidy sein Vor- oder Nachname ist. Zudem spricht er niemals (anscheinend weil er nicht fähig ist, verbal zu kommunizieren) und verbirgt sein Gesicht hinter einer Hockeymaske. In späteren Geschichten taucht Cassidy, der etwas minderbemittelt und daher unfähig ist eigene Pläne zu verwirklichen, noch einige Male als bezahlter Handlanger im Dienst von intelligenteren Schurken wie dem Cluemaster auf (Batman Blackgate #1, 1997).

## Catman
Siehe Artikel Catman.

## Catwoman
Siehe Artikel Catwoman.

## Cavalier
Der Cavalier ist der Name mehrerer Männer, die sich im Stil der alten Mantel- und Degenfilme des Hollywood-Kinos kleiden. Sie tragen üblicherweise weitkrempige Hüte, Schärpen, Stulpenstiefel, Wämse und einen Florettdegen, den sie als Hauptwaffe nutzen. Insgesamt gibt es vier Versionen des Charakters: Die Golden-Age-Variante, die Silver-Age-Variante sowie zwei aktuelle Varianten.

### Cavalier (Golden Age)
Der Cavalier in den Golden Age-Storys der 1940er Jahre war ein Mann namens Mortimer Drake (Debüt: Detective Comics #81, November 1943; Autor: Don Cameron, Zeichner: Bob Kane). Drake war ein Playboy, der Kuriosa für sein Privatmuseum stahl. Er besaß ein elektrisiertes Schwert und Fluchtwerkzeuge (Batman #22, April/Mai 1944).

### Cavalier (Silver Age)
Die Variante des Silver Age war mit der des Golden Age quasi identisch, jedoch weitaus weniger erfolgreich. Diesen Cavalier sah man als Jurymitglied in der Geschichte um den „Tod von Batman“ (Batman Family #2) und bei einer Schurkenversammlung in Detective Comics #526. In der Reihe Wonder Woman bekämpfte er einmal die Protagonistin mit Hilfe seiner Superkraft, Frauen seinen Willen durch Pheromone aufzwingen zu können.

### Cavalier (Hudson Pyle)
Ein Mann, den Batman zu einem frühen Zeitpunkt seiner Karriere bekämpfte und besiegte. Pyle starb am Ende seines Kampfes mit Batman durch einen Unfall (Batman: Legends of the Dark Knight #32–34).

### Cavalier (Mortimer Drake)
Mortimer Drake ist ein Geisteskranker, der die Identität des Cavaliers von dem toten Hudson Pyle stahl und nach seiner Niederlage gegen Batman in Arkham Asylum, der Psychiatrie von Gotham City, eingesperrt wurde. Von dort konnte er lediglich zweimal entkommen (Detective Comics #661, 1993 und Shadow of the Bat #83, 1998). Man sieht ihn zumeist als eine Witzfigur und Schurkenparodie innerhalb der Batman-Comics (so in Justice League America #43–44, 1990, wo er an einer Schurkenpokerpartie teilnahm).

## Charaxes
Siehe Abschnitt Killer Moth.

## Clayface
Clayface (engl. „Lehmgesicht“) ist der Codename mehrerer Batman-Schurken, denen das Motiv der Wandelbarkeit gemeinsam ist. Während der erste Clayface nur ein genialer Verkleidungskünstler war, besitzen die meisten anderen Clayfaces die Fähigkeit des „Gestaltwandelns“, d. h. die Veränderung ihres Erscheinungsbildes durch pure Willenskraft.

### Clayface I (Basil Karlo)
Der erste Clayface war ein Schauspieler namens Basil Karlo, der erstmals in Detective Comics #40 von 1940 vorgestellt wird (Autor: B. Finger, Zeichner: B. Kane).
Karlo ist ein abgehalfterter Star der Stummfilm-Ära, der dem Wahnsinn verfällt, als einer seiner größten Erfolge, der Horrorfilm „Clayface“, neu verfilmt werden soll. Um die Neuverfilmung zu verhindern, ermordet er nach und nach die Mitglieder der Filmcrew der Neuverfilmung, wobei er sich wie der Mörder in seinem Clayface-Film mit einer braunen, wie ein Haufen Lehm aussehenden, Maske verkleidet. Batman und Robin können ihm schließlich das Handwerk legen.
Nach seiner Verhaftung verbleibt Karlo mehrere Jahre im Gefängnis. Während seiner Haft besucht ihn Sondra Fuller (Clayface IV): Die beiden einigen sich darauf, nach Karlos Entlassung alle lebenden Clayfaces zu einer Bande zu vereinigen. Nach Karlos Entlassung tun die beiden sich mit Preston Payne (Clayface III) zusammen, den sie aus der Nervenheilanstalt Arkham befreien. Den verstorbenen Matthew Hagen machen sie zum Ehrenmitglied. In mehreren Auseinandersetzungen mit Batman kann sich das Trio behaupten. Karlo hintergeht seine Partner schließlich jedoch, indem er ihnen Blutproben abnimmt, die er zu einem Serum synthetisiert, das er sich injiziert, um zum mächtigsten aller Clayfaces, dem Ultimate Clayface, zu werden: Wie Fueller kann er seine Gestalt nach Belieben wandeln und jedes Erscheinungsbild, das er wünscht, annehmen. Und wie Payne kann er andere durch bloße Berührung mit seinem „Todesgriff“ zu einer plasmaartigen Masse einschmelzen oder verletzten. Batman und die Telepathin Looker können Karlo schließlich besiegen, indem sie ihn dazu bringen, seine Schmelzkräfte unfreiwillig gegen sich selbst zu wenden: Er brennt sich in den Erdboden ein und bleibt anschließend Jahre lang verschwunden (Detective Comics #404–407, 1989.
Während der Cataclysm-Storyline von 1998, in der Gotham City von einem schweren Erdbeben heimgesucht wird, kehrt Karlo schließlich zurück: Wie sich herausstellt, brannte er sich nach seinem Kampf mit Batman und Looker hunderte Meter tief in den Erdboden, bis sein Schmelzgriff durch eine mineralische Aushöhlung tief unterhalb von Gotham blockiert wurde. Dort war er gefangen, bis das Erdbeben ihn befreite. Ein Nebeneffekt seiner Gefangenschaft war, dass sein zähflüssiger Körper während der Gefangenschaft Quarzsteine absorbierte. Karlos Schultern, Oberarme und sein Rücken sind seither mit steinernen Auswüchsen bedeckt. Dafür ist die „Energie“ des Quarzes in seinen Körper übergegangen. Nach der Flucht aus seinem unterirdischen Gefängnis durchstreift Clayface die Ruinen von Gotham auf der Suche nach Batman: Der Versuch sich zu rächen scheitert schließlich, da Clayface Batman zur selben Zeit angreift, als auch Mr. Freeze den Dunklen Ritter ins Visier nimmt. Das Ergebnis ist, dass Batman beide Schurken gegeneinander ausspielen und beide gefangen nehmen kann (Shadow of the Bat #75, 1998).
Während der Niemandsland-Storyline, als Gotham City zu einem Niemandsland erklärt wird, das kriminelle Banden unter sich aufteilen, zwingt Clayface I Poison Ivy dazu, Obst für ihn im Robinson Park, dem großen Stadtpark im Zentrum von Gotham, anzubauen, das er für teures Geld verkauft. Durch Batmans Eingreifen wird Karlos Herrschaft über den Robinson Park schließlich gebrochen. Ivy rächt sich, indem sie Clayface scheinbar tötet: Sie nutzt seinen lehmartigen Körper als fruchtbaren Mutterboden, indem sie ihn von Pflanzentrieben durchwuchern lässt, die ihm die Körpersalze als Nährstoffe entziehen.
Später zeigt sich jedoch, dass Clayface auch dies überlebt hat: In Batman #608–619 (2002) sieht man ihn verschiedentlich als Helfershelfer des Erzschurken Hush, in dessen Auftrag Clayface sich erst als der verstorbene zweite Robin Jason Todd und später als der Arzt Tommy Elliott ausgibt. In Superman/Batman #19 (2004) erscheint Karlo als Mitglied der Secret Society of Super Villains.

### Clayface II (Matthew Hagen)
Clayface II ist ein Abenteurer und Schatzsucher namens Matthew „Matt“ Hagen, der in Detective Comics #298 vom Dezember 1961 in die Batman-Serien eingeführt wird.
Dort erfährt man, dass Hagen während einer Entdeckungsreise in einer verborgenen Grotte auf eine Thermalquelle gestoßen war, die mit einer regenbogenfarbenen Substanz gefüllt war. Durch ein Bad in dieser Grotte erwarb Hagen die Fähigkeit, jedes ihm beliebige Erscheinungsbild anzunehmen. Die Fähigkeit hielt jedoch nur für 24 Stunden (in einigen Geschichten 48 Stunden), wenn sie nicht durch ein erneutes Bad in der Quelle aufgefrischt wurde. Hagen nutzt seine neuerworbene Fähigkeit schließlich um eine Reihe von Verbrechen zu begehen, um sich so die finanziellen Mittel für weitere Abenteuer zu beschaffen.
Batman wird schließlich durch eine Serie spektakulärer Verbrechen auf Hagen aufmerksam. Bei seiner zweiten Begegnung mit Batman verübt Hagen in der Verkleidung des Playboys John Royce erneut verschiedene Raubüberfälle, unterliegt am Ende aber erneut dem Dunklen Ritter (Detective Comics #304, 1962). Später gelingt es Batman, die Quelle von Hagens Kräften abzuschneiden, indem er die „Zaubergrotte“ ausfindig macht, in der sich der „Protoplasma-Pool“ befindet, aus dem Hagen seine Verwandlungskräfte bezieht. Da Hagen auch an einem anderen Ort eine Notreserve versteckt hat, kann er sein kriminelles Dasein als Clayface fortsetzen. Später tut sich Clayface II kurzzeitig mit dem Joker zusammen. Diesmal schafft Batman es nur mit Hilfe von Robin, Batwoman und Batgirl die beiden zu besiegen, wobei Clayface entkommen kann (Batman #159, 1963). Er versucht nun sein Glück in Metropolis, wo er sich mit Hilfe seiner Kräfte als Superman ausgibt: Mit Hilfe von Batman und Robin kann der wahre Superman den Schwindler schließlich entlarven und verhaften (World’s Finest Comics #140, 1964).
In anderen Geschichten arbeitet Clayface II mit dem Außerirdischen Brainiac (World’s Finest Comics #144, 1965) und mit einer Gruppe von Schurken, die gemeinsam versucht die Justice League zu bekämpfen, zusammen (Action Comics #443). Anschließend verbringt Hagen lange Zeit im Gefängnis. Während dieser Zeit wird er von einem Mann namens Preston Payne besucht, dem er eine Probe seines Blutes überlässt, die es letzterem ermöglicht, zum dritten Clayface zu werden (Detective Comics #478, 1978).
Hagen stirbt schließlich in der Crisis-on-Infinite-Earths-Storyline, als er von einer als Schattendämon bekannten Kreatur getötet wird. In der Mudpack-Storyline wird er postum von den anderen Clayfaces zum Ehrenmitglied des Mudpacks erklärt. In den Heften Secret Origins #44 von 1990 und in Batman: Legends of the Dark Knight wurde seine Geschichte noch einmal aus der Retrospektive erzählt. Als Geist hat er dann in dem Heft Hawk and Dove Annual #1 einen Kurzauftritt.

### Clayface III (Preston Payne)
Clayface III, alias Preston Payne, debütierte in Detective Comics #478.
Preston Payne war ein Mitarbeiter in der Zweigstelle der S.T.A.R.-Labs in Gotham City. Seit seiner Kindheit litt er an Akromegalie. Um seinem Leiden ein Ende zu bereiten, stahl er an seinem Arbeitsplatz eine Blutprobe des zweiten Clayface, Matthew Hagen. Er injizierte sich die Probe und wurde so zur dritten Inkarnation von Clayface. Kurzzeitig erlangte er auch die Fähigkeit, seine Gestalt zu verändern und nutzte dies zunächst, um sich, dem unansehnlichen Laboranten, ein blendendes Aussehen zu verleihen. Die neue Gabe war nur von kurzer Dauer, bei einem Restaurantbesuch mit einer neuen Bekannten kam Payne aufgrund der für ihn ungewohnten Avancen seiner Begleiterin, die von seinem guten Aussehen angezogen war, in Stress. Seine Haut schälte sich von seinem Schädel ab und ließ ihn als entstellten, matschähnlich aussehenden Halbmenschen zurück. Außerdem erwachte in ihm das als „der Hunger“ bezeichnete Bedürfnis, innerlich empfundene Schmerzen auf andere zu übertragen. Seine Berührung wurde tödlich, indem sie den Berührten zu einem lehmigen Haufen zusammenschmilzt. Zum ersten Opfer dieser tödlichen Berührung wurde Paynes damalige Begleiterin. Payne erlitt einen Schock und verfiel dem Wahnsinn. Er platzierte eine Schaufensterpuppe, die er Helena nannte, in seinem Versteck (einem alten Wachsfigurenkabinett) und betrachtete sich fortan als mit dieser „liiert“, da sie die einzige Frau war, die gegen seine tödliche Berührung immun war. Später wurde Payne von Clayface I und Clayface IV aus Arkham befreit und schloss sich mit diesen zum Mudpack zusammen. Nach dem Zerwürfnis des Teams setzten Payne und Fueller sich in den Brenton-Woods-Nationalpark ab, wo sie gemeinsam in einer abgelegenen Höhle lebten. Aus der Verbindung der beiden ging ein Sohn, Cassius (Clayface V), hervor. Später unterlag Payne, wie auch Fueller, im Kampf gegen Batman (hinter dessen Maske zu dieser Zeit Jean Paul Valley und nicht Bruce Wayne steckte). Er wurde von seiner Familie getrennt und im Arkham Asylum eingewiesen.

### Clayface IV (Lady Clay)
Clayface IV (auch als Lady Clay bekannt) alias Sondra Fuller ist der einzige weibliche Clayface. Die Figur wurde in der Ausgabe #21 der Serie Batman and the Outsiders eingeführt. Die Schöpfer der Figur waren Mike W. Barr (Autor) und Jim Aparo (Zeichner).
Sondra Fuller war eine Angehörige des sektiererischen Kobra-Kultes, einer terroristischen Geheimvereinigung mit einer auf religiösem Fanatismus beruhenden Weltverbesserungszielsetzung. Die Wissenschaftler des Kultes injizierten Fueller ein nicht näher bestimmtes Serum, dass ihr gestaltenwandlerische Fähigkeiten verlieh, so dass sie seither jede von ihr gewünschte menschliche, tierische oder auch materielle Gestalt annehmen kann. Somit sind ihre Fähigkeiten mit denen von Matthew Hagen (Clayface II) identisch, anders als dieser benötigt sie jedoch kein Protoplasma um den Bestand ihrer Kräfte zu gewährleisten.
Nach der Niederlage des Kobrakultes gegen die Outsider wurde sie von Basil Karlo für dessen Projekt eines Zusammenschlusses aller Clayfaces rekrutiert (Detective Comics #604–607, 1989/1990). Gemeinsam befreiten Karlo und Fueller Preston Payne aus der Anstalt von Arkham und verübten zusammen mit diesem eine Reihe von Raubverbrechen. Nachdem die Allianz der drei Clayfaces auseinanderzubrechen begann, entnahm Karlo Fueller und Payne schließlich Proben von deren Blut, die er sich injizieren ließ, um sich so deren Kräfte zu eigen zu machen. Während Batman mit der Verfolgung von Karlo begann, gelang es Payne und Fueller, die sich inzwischen ineinander verliebt hatten, gemeinsam zu entkommen, und sich in einer Höhle in den Wäldern des Brenton Woods Nationalparks zu verbergen. Dort lebten die beiden eine ganze Zeit lang friedlich und unbehelligt und zeugten sogar ein gemeinsames Kind: Cassius „Clay“ Payne (Clayface V). Das gemeinsame Glück war jedoch nur von kurzer Dauer: Nachdem der flüchtige Mörder Arnold Etchison das Versteck der beiden zufällig entdeckte und deren dort befindlichen Sohn entführte, waren Payne und Fueller gezwungen nach Gotham City zurückzukehren, um die Bedingungen zu erfüllen, die Etchison an die Rückgabe ihres Kindes knüpfte. In der Folge kam es zu einem erneuten Zusammentreffen von Payne und Fueller mit Batman, dem beide erneut unterlagen (Batman: Shadow of the Bat #26 und #27, 1994). Über Fuellers Verbleib nach ihrer Verhaftung ist nichts bekannt.

### Clayface V
Clayface V, alias Cassius „Clay“ Payne, ist der Sohn von Sondra Fuller (Clayface IV) und Preston Payne (Clayface III). Die Figur trat erstmals in Batman: Shadow of the Bat #26 von 1994 auf (Autor: Alan Grant, Zeichner: Bret Blevins).
Cassius „Clay“ Payne ist der Sohn aus der Verbindung des dritten Clayfaces Preston Payne und des vierten Clayfaces Sondra Fuller. In Anspielung auf den Geburtsnamen des Boxers Muhammad Ali (Cassius Clay) nannten die beiden ihren Sohn Cassius. Sein wirklicher Nachname lautet vermutlich Payne, da er jedoch das Kind aus der Verbindung zweier Clay-Wesen ist, wird er häufig scherzhaft mit dem Nachnamen Clay bezeichnet, woraus sich die Wahl des Vornamens erklärt. Nachdem er die ersten Monate seines Lebens gemeinsam mit seinen Eltern in einer Höhle im Nationalpark Brenton Woods verbracht hatte, wurde er von dem flüchtigen Mörder Arnold Etchison, der die Höhlenwohnung der Familie zufällig entdeckte, nach Gotham City verschleppt. Nachdem Etchison den Jungen wieder an seinen Vater ausgeliefert hatte, wurden beide von Batman gestellt und der Polizei übergeben. Er wird seither in einem Labor der Regierung festgehalten. Bei einem der Experimente, die dort an ihm durchgeführt wurden, entstand das monströse Wesen Claything (Clayface VI). Cassius Payne hat allem Anschein nach die Kräfte seiner Eltern geerbt. Er kann seinen Körper verformen und das Aussehen von Personen und Dingen annehmen. Das genaue Ausmaß seiner Kräfte ist bislang jedoch unbekannt. Mittlerweile wurde jedoch erkannt, dass Payne seine Clayface-Gestalt nur annehmen kann wenn er wach ist. Im Schlaf wird er zu einem normalen Kleinkind.

### Clayface VI
Der sechste Clayface (Clayface VI, auch bekannt als Claything) tritt erstmals in Batman #550 von 1997 auf (Autor: D. Moench, Zeichner: K. Jones). Er ist eine monströse Kreatur, die durch einen Unfall in einem Labor der Geheimdienstbehörde DEO entsteht: Als der Arzt Dr. Malley dort Clayface V (Cassius Payne) untersucht, und mit einem Skalpell eine Gewebsprobe von dessen Körper abtrennt, greift diese auf Malley über und verschmilzt mit ihm zu einer neuen Clay-Kreatur (Claything). Auf wundersame Weise erhält er nicht nur die Kräfte von Clayface V, sondern auch ein neues Bewusstsein, das ihn glauben lässt, er sei Clayface V. Er besitzt die Erinnerungen und die kleinkindliche Wesensart von Clayface V. Als der wahrscheinlich mächtigste aller Clayfaces besitzt er die Fähigkeit Dinge durch bloßes Ansehen zu schmelzen.
Claything flieht unmittelbar nach seiner Entstehung aus den Anlagen des DEO, um sich auf die Suche nach „seinen“, d. h. Cassius Clays, Eltern zu machen. Die Folge ist eine Spur der Verwüstung, die das mächtige Wesen mit dem kindlichen Gemüt auf seiner Suche anrichtet. Er erreicht schließlich das Arkham Asylum, wo er versucht, seinen „Vater“ Preston Payne aus der Gefangenschaft zu befreien. Batman und der DEO-Agentin Cameron Chase gelingt es schließlich das Claything auszuschalten. Das Wesen wird seither im Hauptquartier des DEO verwahrt.

### Clayface VII
Der siebte Clayface (Clayface VII), alias Johnny Williams, wird in Gotham Knights #57 vorgestellt. In diesem Heft tritt er als ein Gothamer Feuerwehrmann auf, der zusammen mit einigen Kollegen bei einem Warenhausbrand in den Flammen gefangen wird. Während die übrigen Feuerwehrmänner in den Flammen ums Leben kommen, überlebt Williams wie durch ein Wunder, nahezu unverletzt. Bald darauf stellt er fest, dass sich seine DNA grundlegend verändert hat. Wie sich später herausstellt, geht diese Veränderung auf den in dem Lagerhaus gelagerten Sondermüll zurück, mit dem Clayface dort in Kontakt gekommen ist. Fortan ist er imstande, seine Gestalt nach Belieben zu verändern und wie Clayface III andere durch bloßes Berühren zu töten.
Da Williams Schwierigkeiten hat, seine Kräfte zu kontrollieren, tötet er bei einem Streifzug durch das nächtliche Gotham aus Versehen eine Prostituierte. Entsetzt darüber, zu was er geworden ist, will er sich daraufhin das Leben nehmen, wird aber von dem Schurken Hush davon abgehalten: Hush, ein genialer Chirurg, redet Williams ein, es gäbe eine Heilung für seinen Zustand. Auf diese Weise gelingt es ihm, sich den naiven jungen Mann, der nun den Codenamen Clayface annimmt, als mächtigen Handlanger dienstbar zu machen. Als Williams schließlich die wahre Natur seines Verbündeten erkennt, wendet er sich gegen diesen und hilft Batman, Hush zu besiegen. Bald darauf verstirbt er an den Folgen seiner Erkrankung.

### Clayface in anderen Medien
Clayface trat in der Zeichentrickserie The New Adventures of Batman in den späten 1970er Jahren auf. Die Version von Clayface, auf die die Macher der Serie zurückgriffen, war Matt Hagen. Synchronisiert wurde die Figur im Original von Lou Scheimer.
In Batman: The Animated Series aus den 1990ern wurde ein etwas tragischerer Clayface vorgestellt (synchronisiert von Ron Perlman). Dieser Clayface war eine Mixtur aus verschiedenen Comic-Inkarnationen: Er trug den Namen Hagen, besaß den Hintergrund von Karlo als ehemaliger Schauspieler, war aber anders als dieser bei einem Verkehrsunfall schwer verletzt worden. Um seine Karriere zurückzuerlangen, willigte der entstellte Hagen ein, sich dem korrupten Geschäftsmann Roland Daggerrett als Versuchsperson für ein neuartiges Serum zur Verfügung zu stellen. Nachdem er zunächst die Fähigkeit erlangt hat, seine Gesichtsstruktur nach Belieben wandeln zu können, wird Hagen bei einem (Mord-)Anschlag in ein unförmiges zwei Meter großes Matschwesen verwandelt. Als Clayface versuchte er seither ein Heilmittel zu finden. Bei mehreren Zusammenstößen mit Batman unterliegt er und stirbt jedes Mal scheinbar durch Berührung mit Wasser, welches ihn in seine Bestandteile auflöst. Schließlich können Batman und Robin ihn stellen und in einem Metallbehälter in Arkham Asylum einsperren. In der Serie Justice League Unlimited wurde Clayface von Gorilla Grodd als Mitglied der Injustice Society rekrutiert.
In der neueren Zeichentrickserie The Batman ist Clayface der Gotham Polizist Ethan Bennett und ehemaliger Schulfreund von Bruce Wayne. Clayface (synchronisiert von Steve Harris) debütiert in der Folge „The Rubber Face of Comedy/The Clay Face of Tragedy“. Nachdem er mit einem vom Joker hergestellten Gas in Berührung gekommen ist, beginnt er sich allmählich in eine graue, lehmartige Kreatur zu verwandeln. Bennett, der kurz zuvor vom Polizeichef Rojas suspendiert worden ist, macht in seinem Wahn den Polizeichef für sein Unglück verantwortlich und beginnt diesem nach dem Leben zu trachten. Ein Anschlag auf das Leben von Rojas wird durch Batman vereitelt. Clayface stirbt scheinbar zum Ende der Folge. In der Folge „Meltdown“ versucht sich Clayface am Joker für seine Verwandlung zu rächen, wird aber von Batman und seiner ehemaligen Partnerin Ellen Ying gestoppt. In der Episode „Grundy’s Night“ verkleidet sich Clayface als der monströse Solomon Grundy um die Gothamer Bevölkerung in Angst zu versetzen.
In der Folge „Clayfaces“ versucht der Joker anfangs, sein Jokergas in einer Hundefutterfabrik dem Futter beizumischen, wird aber vom Clayface daran gehindert und beide werden von Batman und Robin der Polizei überstellt. Etwas später versucht „Basil Karlo“ sich für den Werbespot der Hundefutterfirma zu bewerben, wird aber abgelehnt. Daraufhin bricht er in das Labor ein, in dem ein Gegenmittel gegen Clayface entwickelt wird und stiehlt eine Probe des Giftes. Er wird allerdings dabei erwischt und sitzt in der Falle; ihm bleibt nichts anderes übrig als das Serum zu trinken, worauf er selbst zu einem Clayface wird, der bei weitem größer und stärker zu sein scheint als der echte Clayface. Nach einem Einbruch zeigt er Batman und Robin, dass er bei weitem mehr drauf hat als Bennett. Später lockt ihn allerdings Bennett in eine Falle und es kommt zum Kampf der Clayfaces, wobei Batman beiden das Gegenmittel verabreicht. Bennett und Karlo landen beide in Arkham, wo Karlo dann ein Schachspiel gegen den Joker verliert. Kurz danach stellt er fest, dass er seine Kräfte nicht ganz verloren hat.
Basil Karlo erscheint in der zweiten und dritten Staffel der Fernsehserie Gotham, verkörpert von Brian McManamon. Hier wird er als ehemaliger Schauspieler vorgestellt, der von Professor Hugo Strange in Clayface verwandelt wurde. In „Die Kinder des Dr. Strange“ wird er von Strange beauftragt, James Gordon zu verkörpern.
In der Serie Batman Beyond trat der Schurke Inque auf, der Clayface über weite Strecken nachempfunden war. Clayface trat außerdem in einer Episode der kurzlebigen Birds of Prey-Serie und in verschiedenen Batman-Videospielen auf. So war er in The Adventures of Batman & Robin für SNES und Sega zu sehen und trat in Batman: Rise of Sin Tzu auf. In beiden Spielen ist er ein Boss-Charakter, der zum Ende eines Levels auftaucht. Auch im Video-Spiel Batman: Arkham Asylum hat er einen kleinen Auftritt, in dem er die Gestalt des Anstaltsleiters und des Polizisten Gordon annimmt. In der Fortsetzung Batman: Arkham City bekommt es der Spieler während der ganzen Handlung mit Clayface zu tun, allerdings in Gestalt des Jokers. Erst vor dem Endkampf, als der wahre Joker auftaucht, bemerkt Batman die Täuschung und Clayface nimmt seine übliche riesige Lehmgestalt an. Mit seiner Vernichtung endet die Spielhandlung.

## Claything
Siehe Abschnitt Clayface VI.

## Clock King
Der Clock King, alias William Tockman, ist ein Geisteskranker, dessen Verbrechen meist im Zusammenhang mit den Themen Uhren/Zeit stehen. Er trägt eine runde Brille, die einem Uhrwerk gleicht, und nutzt einen Zeiger-ähnlichen Stock als Schlagwaffe. Er debütierte in World’s Finest Comics #111 von 1960 als ein Gegner des Superhelden Green Arrow. Danach geriet die Figur in Vergessenheit, bis sie in World’s Finest Comics #257 und #284 als Batman-Gegner neu wiederbelebt und überarbeitet wurde: Diese neue Figur erhielt die Fähigkeit, die Realität zu manipulieren und begrenzt in die Zukunft zu blicken. In den frühen 1990ern war der Clock King in der Serie Justice League Europe ein Mitglied der Injustice League (bis JLE #49 von 1993). Es folgte eine Zusammenarbeit mit Chronos, Time Commander und Calendar Man, drei anderen Schurken, deren Verbrechen sich ebenfalls um das Thema Zeit drehten (Team Titans #13–15, 1994) und ein Zwischenspiel als Anführer einer Bande junger Metamenschen (The Clockwatchers), das von dem amerikanischen Geheimdienst zur Bekämpfung von Metawesen (kurz DEO) ausgehoben wurde (Chase #4, 1998). Später schloss er sich der Suicide Squad an und wurde gemeinsam mit Big Sir und dem Cluemaster während einer Mission getötet.
In Batman: The Animated Series tritt er in zwei Folgen unter dem Namen Temple Fugat auf (lateinisch: tempus fugit = Zeitfließen). Diese Version ist ein pünktlicher Geschäftsmann, der durch den Rat des Bürgermeisters „sich mehr Zeit zu nehmen“ seinen Job verliert und sich daraufhin bei ihm rächen will. Im Glockenturm kommt es zum großen finalen Kampf mit Batman, und Fugat kommt – augenscheinlich – bei der Zerstörung ums Leben. In der zweiten Folge nutzt er einen gestohlenen Zeitstopper, wodurch er schneller ist als alle anderen. Batman kann ihn besiegen und er wird festgenommen.
Eine späte Rache erhält Fugat schließlich in den Comics: durch seine Hilfe wird der alte Bürgermeister abgesetzt und durch den Pinguin im Amt ersetzt (dieser wird hinterher wird abgewählt, was den Triumph des Clock King jedoch nicht schmälert).
Der Clock King erschien auch in der Batman Live-Action-Serie der 1960er Jahre, verkörpert von Walter Slezak.

## Clown Prince of Crime
Siehe Artikel Joker (Comicfigur).

## Cluemaster
Der Cluemaster, eigentlich Arthur Brown, hatte seinen ersten Auftritt in Detective Comics #351 (Mai 1966, Autor: Gardner Fox, Zeichner: Carmine Infantino). Er war ursprünglich ein profitsüchtiger Kleingauner aus Gotham City, der wegen seiner Neigung, verschlüsselte Hinweise für seine geplanten Verbrechen zu geben, von der Presse „Cluemaster“ (etwa „Meister der Hinweise“) getauft wurde. Sein Modus Operandi war also ähnlich zum Riddler, weswegen Brown häufig als dessen schlechte Kopie verspottet wurde. Später hat er auf Ankündigungen seiner Verbrechen verzichtet, trägt den Spitznamen Cluemaster aber bis heute.
Arthur Brown hat eine Tochter namens Stephanie. Sie ist als Spoiler unterwegs gewesen und hat gegen das Verbrechen in Gotham gekämpft. Jedoch wurde sie von Batman nicht akzeptiert. Des Weiteren ist sie die Exfreundin von Tim Drake, dem dritten Robin. Kurzzeitig kämpfte sie sogar als Robin an Batmans Seite. Nach dem Tod von Batman nahm sie sich das Batgirl Kostüm und ist mittlerweile ein fester Bestandteil der Bat-Familie.

## Cornelius Stirk
Cornelius Stirk ist ein kannibalistisch veranlagter Serienkiller, der dem Wahn verfallen ist, die Herzen anderer Menschen verspeisen zu müssen, um Unsterblichkeit und Lebenskraft zu erlangen. Er debütierte in Detective Comics #592 vom November 1988 (Autor: Alan Grant, Zeichner: Norm Breyfogle).
Die Figur hatte einen kurzen Auftritt in der zweiten Staffel der Fernsehserie Gotham, verkörpert von Kameron Omidian. In der Episode „Die Kinder des Dr. Strange“ wird er als Insasse von Arkham Asylum und kurzzeitiger Zellengenosse Edward Nygmas dargestellt.

## Count Vertigo
Count Werner Vertigo (im Deutschen „Graf Schwindel“) ist der letzte Sprössling der Herrscherfamilie von Vlatava, einem osteuropäischen Fürstentum. Die Figur wurde in World’s Finest Comics #251 vom Juli 1978 ins Batman-Universum eingeführt. Ihre Schöpfer waren Bob Haney, Vince Colletta und George Tuska.
In der Fernsehserie Arrow tritt Count Vertigo als Gegenspieler von Green Arrow auf.

## Crime Doctor
Der Crime Doctor ist ein Unterweltarzt, ein plastischer Chirurg, der sich verschiedentlich in den Dienst „höherrangiger“ Batman-Schurken gestellt hat. Mit bürgerlichem Namen heißt er Dr. Bradford Thorne (ursprünglich: Matthew Thorne), seinen ersten Auftritt hatte er in Detective Comics #77 vom Juli 1943 (Autor: Bill Finger, Zeichner: Bob Kane und George Roussos).
Bei seinem ersten Auftreten verordnete der Crime Doctor hilfsbedürftigen Kriminellen „Rezepte“ für erfolgreichere Verbrechen. Damals noch ein „Themen-Schurke“ dessen Verbrechen sich um den Themenkreis „Medizin“ drehten, legte er stets größten Wert auf die Befolgung des Hippokratischen Eides. Bei seiner zweiten Begegnung mit Batman und Robin schoss einer von Thornes Handlangern Robin nieder, worauf der Crime Doctor dem Jungen durch eine Notoperation das Leben rettete. Danach flüchtete er nach Kalifornien, wo er von einem seiner Handlanger niedergeschossen wurde, nachdem er dessen schwer kranke Frau nicht retten konnte.
Nach langer Abwesenheit wurde der Charakter schließlich von Robert Fleischer in Detective Comics #494 und 495 (September 1980) wiederbelebt. Dort vergiftete ihn der Schmuggler Sterling Silversmith nach einer gelungenen Operation und ließ Thorne als ein geistiges Wrack zurück. Später erholte sich Thorne und arbeitete u. a. für Two-Face, für den er ein Unterweltkrankenhaus betrieb, wo er einen Mann namens Paul Sloane zu einem Doppelgänger von Two-Face umoperierte. Später gehörte er der Secret Society of Supervillains an. Bei einer Auseinandersetzung mit den Secret Six verlor der Crime Doctor ein Auge, als er von Catman attackiert wurde. Als er versuchte, aus der Society auszutreten, sollte ihn Prometheus töten. Um seine Familie vor dessen Verfolgung zu retten, beging der Crime Doctor schließlich Selbstmord. Seine Tochter wurde künftig von Lady Shiva betreut.
Der Crime Doctor trat in der Batman-Zeichentrickserie „Paging the Crime Doctor“ (Episode 51) auf. Dort war er anders als in den Comics kein Krimineller, sondern ein unbescholtener Mediziner, der eine Notoperation an seinem Bruder Rupert Thorne durchführen musste.

## Czonk
Siehe Eintrag „Czonk“ im Artikel Robin (Batman).

## David Cain
Siehe Eintrag „David Cain“ im Artikel Batgirl.

## Deadshot
Siehe Artikel Deadshot.

## Deathstroke
Siehe Artikel Deathstroke.

## Der Batman, der lacht
Der Batman, der lacht (Original The Batman Who Laughs) ist ein Bruce Wayne aus einer Parallelwelt (Erde-22) im Dunklen Multiversum, der in einen Joker/Batman-Hybriden verwandelt wurde. Sein Debüt hatte er in Dark Days: The Casting #1 (September 2017).
Der Batman der Erde-22 tötete den Joker seiner Welt, als dieser weiter ging als je zuvor und nicht nur andere Schurken, sondern auch noch Commissioner Jim Gordon ermordete. Von all den folgenden Morden an Erwachsenen und der Vergiftung ihrer Kinder provoziert, brach Batman dem Joker schließlich das Genick. Bei einem Gespräch mit seinem Superman stieß Batman untypischerweise einen Lacher hervor, als Superman einen brutalen Mord erwähnte. Später rief Batman seine Verbündeten Robin, Nightwing, Red Hood und Batgirl zu sich. Er erklärte ihnen, dass er vom Joker vergiftet worden war. Dieser hatte in seinem Herzen ein Gift, das denjenigen, der ihn tötet, in den nächsten Joker verwandeln würde. Joker war also absichtlich so weit gegangen, um Batman durch seinen Tod zu seinem Nachfolger zu machen. Batman enthüllte, dass er bereits unter dem Einfluss des Giftes stand und die Einladung eine Falle war. Dann ermordete er seine „Bat-Familie“. Kurze Zeit später tötete er auch die Justice League seiner Dimension und schließlich den Rest seiner Welt. Der gottgleiche Schurke Barbatos heuerte den Batman, der lacht an, um alle anderen Welten zu vernichten.
Zusammen mit anderen Batmen aus dem „Dunklen Multiversum“, also den Welten, in denen Batman bösartig war, griff er schließlich die Welt des „echten“ Batman an und versuchte mit dem kosmischen Wesen Monitor als Gefangenen den Planeten zu vernichten. Um ihn aufzuhalten, ging Batman ein Bündnis mit dem Joker ein, denn dies war das einzige, was Batman und daher auch der Batman, der lacht nie erwarten würde.
In der siebenteiligen US-Reihe The Batman Who Laughs kehrte der Batman, der lacht zurück und drang mit einem weiteren bösen Batman, dem Todesritter (im Original „Grim Knight“) ins Arkham Asylum ein, um den Joker zu töten, allerdings war sein Opfer ein verkleidetes Double. Der echte Joker traf mit Batman in der Bathöhle zusammen und schoss sich selbst an, um Batman zu vergiften und damit Chancengleichheit zu schaffen. Während Batman gegen das Gift ankämpfte, versuchte er, meist vergeblich, zu verhindern, dass der Batman, der lacht, weitere Bruce Waynes tötet. Später erfuhr Batman von dem Batman, der lacht, dass der Zweck von Gotham City Krieg und die ganze Stadt eine Waffe sei, die man mit dem „Last Laugh“-Protokoll auslöst. Der Batman, der lacht brachte Batman dazu, es zu aktivieren. Schließlich kam es auf Wayne Manor zum Kampf zwischen Batman und dem Batman, der lacht, bei dem Batman seinen Widersacher besiegte und kurz darauf auf seinen eigenen Wunsch vom Joker angeschossen wurde. Während Batman sich von der Schusswunde und dem Gift erholte, wurde der Batman, der lacht, in einem Gefängnis in der Halle der Gerechtigkeit eingesperrt.
Dem Batman, der lacht gelang im Secret Six-Event die Flucht, nachdem Batman und Superman erfahren hatten, dass er mehrere Superhelden (sowie Commissioner Gordon) vergiftet und zu seinen „Secret Six“ gemacht hatte.
Lex Luthor brachte den Batman, der lacht in seine Gewalt und erfuhr durch ihn von dem kosmischen Wesen Perpetua, dem Luthor später diente. Luthors Zusammenarbeit mit dem Batman, der lacht, widerte den Joker so an, dass er die ganze Legion of Doom vorübergehend vergiftete und ihm erklärte, dass das, was er für Luthor geplant hatte, nichts gegen das sei, was der Batman, der lacht ihm antun würde. Der Batman, der lacht entkam schließlich auch Luthor, lieferte sich mit den Secret Six an seiner Seite einen Kampf mit ihm und bot sich schließlich im Rahmen des Comic-Events Das Jahr des Schurken Perpetua als neuer Diener an.

## Doctor Darrk
Ein Gefolgsmann von Ra’s al Ghul.

## Doctor Death
Doctor Death ist einer der ältesten Batman-Gegenspieler. Als verrückter Wissenschaftler debütierte er in Detective Comics #29 von 1939 (Bob Kane und Bill Finger). Death war der erste wiederkehrende Schurke innerhalb der Batman-Serie. Für gewöhnlich wird er als der erste Superschurke in Batmans Gegnerschaft angesehen, die vor seinem Debüt ausschließlich aus gewöhnlichen Kriminellen bestand.
Bei seinen frühen Auftritten nutzte Death tödliche Gase, um wohlhabende Bürger von Gotham zu erpressen. In Ausgabe #30 der Detective Comics vom August 1939 wurde er schließlich von Batman getötet. Die Figur blieb danach für einige Jahrzehnte ungenutzt. Seit den frühen 1980er Jahren wird der Charakter gelegentlich wiederbelebt. Ein Revival erlebte Death in der Storyline „Batman. War Games“, in der er als Handlanger des Bandenchefs Black Mask zu sehen war. Zuletzt wurde die Figur im Zusammenhang mit einer Vielzahl von verrückten Wissenschaftlern erwähnt, die auf wundersame Weise verschwanden (52 #2, 2006).

## Doktor Hurt
Oder auch Doktor Simon Hurt wurde von Grant Morrison geschaffen und erschien erstmals im Juni 2008.
Dr. Hurt ist der Vorsitzende der Gruppe „Black Glove“ und der „99 Unholde“. In der Storyline Batman R.I.P. trieb Dr. Hurt Batman in den Wahnsinn, indem er seine Psyche angriff. Am Ende kämpfen Dr. Hurt und Batman auf die Frage, wer Dr. Hurt wirklich sei, antwortet er, er sei Bruces Vater Thomas Wayne und der Teufel selbst. Kurz danach verflucht er Batmans Kostüm und sagt ihm, dass, wenn er es das nächste Mal trage, es das letzte Mal sein werde.
In der darauf folgenden Final Crisis wird Batman von Darkseid erschossen.
Es herrscht immer noch Unklarheit über die wahre Persönlichkeit von Doktor Hurt. Er ist wohl irgendwie mit Bruce Wayne verwandt, wie ist allerdings noch nicht geklärt.
Dr. Hurt wird später vom Joker, der alle Mitglieder von Black Glove tötet, mit seinem Jokergift infiziert und dann lebendig auf dem Wayne-Familienfriedhof begraben.

## Doctor Phosphorus
Doctor Phosphorus, alias Doktor James (manchmal Alex) Sartorius, ist ein geisteskranker Wissenschaftler der erstmals in Detective Comics #469 vom Mai 1977 (Autor: Steve Englehart, Zeichner: Walt Simonson und Al Milgrom) auftaucht.
Der Nuklearphysiker Sartorius wird bei einem Reaktorunfall im Kernkraftwerk von Gotham City radioaktiv verstrahlt. Er überlebt, da die Strahlung von einem Stapel Sandsäcke abgeschwächt wird. Durch die Kombination aus Strahlung und Sand verwandelt sich Sartorius in Phosphorus, ein Wesen aus lebendigem Phosphor. Sein Körper gleicht einer brennenden Fackel, durch die Phosphorus' Skelett sichtbar wird. Durch diese Veränderung kann er andere Menschen durch bloße Berührung versengen und sogar töten.
In seiner Debütgeschichte versucht Sartorius, den korrupten Stadtrat Thorne zu töten, der den Unfall des Kernkraftwerks zu verschulden hat. In Detective #470 wendet er sich, immer weiter dem Wahnsinn verfallend, bereits gegen die gesamte Stadt Gotham, die er für sein Schicksal verantwortlich macht. Phosphorus' Versuch, die Bevölkerung der Stadt durch Vergiftung des Trinkwassers mit radioaktiven Substanzen auszulöschen, wird von Batman vereitelt. In einem brutalen Zweikampf auf der ehemaligen Bohrinsel, die Sartorius' Kraftwerk beherbergt, wird Phosphorus besiegt. Während Batman mit leichten Brandwunden davonkommt, scheint Sartorius durch einen Sturz in den Reaktor ums Leben zu kommen.
Später kehrt Sartorius mehrere Male zurück, um den in der Psychiatrie von Arkham einsitzenden Thorne zu attackieren oder um neue Vernichtungs-Anschläge auf die Bürger von Gotham zu unternehmen (Batman #311) oder wahllos Amok zu laufen (Batman #400). Nach mehreren Aufenthalten in verschiedenen Haftanstalten wie Arkham (Black Orchid #2) oder dem Belle Reeve Gefängnis in Louisiana (Underworld Unleashed #1) verkauft Sartorius seine Seele an den Dämonen Neron, der ihm im Tausch neue Kräfte verleiht: Sartorius kann nun Energiestöße aus seinen Händen abgeben und sein äußeres Erscheinungsbild dem normaler Menschen zeitweise angleichen. Außerdem ist sein Geist klarer geworden, was den Verdacht hervorruft, dass der neue Phosphorus jemand anders als der irre Sartorius ist.
Neben einer weiteren Auseinandersetzung mit Batman macht Phosphorus seit seinem Höllenpakt vor allem dem Titelhelden der Serie Starman immer wieder das Leben schwer: Er unternimmt einen Mordanschlag auf dessen Vater Ted Knight (#16), unterstützt Starmans Erzfeindin The Mist (#41) und fügt Knight schließlich in einem Rückkampf derart schwere Wunden zu (#66–67) dass dieser stirbt (#70). Phosphorus trägt seit seinem Deal mit Neron Business-Anzüge, anstatt wie früher halbnackt mit einer zerschlissenen Hose herumzulaufen. Der Zeichentrickschurke Blight der Serie Batman Beyond ist Phosphorus nachempfunden.

## Dr. Double X
Dr. Simon Ecks ist ein introvertierter Wissenschaftler, der ein Duplikat von sich selbst angefertigt hat. Er nennt sich Dr. X und seinen Doppelgänger Double X. Dieser kann fliegen, sich unberührbar machen und kann Energiestöße abfeuern. Der Doktor und sein Duplikat kleiden sich gleich, lediglich ein X auf der Brust des Doktors und zwei auf der von Double X unterscheiden die beiden. Das Duplikat teilt das Bewusstsein des Originals, kann aber auch autonom handeln. Die Figur trat erstmals 1958 in dem Heft Detective Comics #261 auf.
Bei seinem ersten Auftritt war Dr. X ein Mann mit positiven Zielen und Beweggründen, während Double X sein böses Zerrbild war, das ihn dominierte und dazu zwang, Verbrechen zu begehen, an die er sich im Nachhinein nicht erinnern kann. Nachdem Batman und Robin ihn wegen eines solchen Verbrechens verhaften, schwört Dr. X Rache. Bei seinem nächsten Auftritt (Detective Comics #316, 1963) hat er sich zu einem bösen Genie weiterentwickelt, das von Batman mit Hilfe eines eigenen Duplikats (Double-Batman) besiegt wird. Ein Versuch, Batman und Flash gemeinsam mit dem Rainbow Raider zu besiegen (The Brave and the Bold #194, 1982), misslingt.

## Dynamiteer
Siehe Eintrag „Dynamiteer“ im Artikel Nightwing.

## Egghead
Egghead ist ein wiederkehrender Schurke der 1966–68 gedrehten Batman-Fernsehserie. Er bezeichnet sich selbst als „den klügsten Kriminellen der Welt“, weswegen er bei seinem ersten Auftritt stets eine Sekretärin bei sich hatte, die all seine Worte mitschreiben musste, um sie für die Nachwelt festzuhalten. In seinen weiteren Folgen sah man ihn nur noch an der Seite seiner „Verlobten“ Olga, Königin der Bessarowischen Kosaken.
Ganz seinem Namen entsprechend ist Egghead vollkommen kahl und hat einen ungewöhnlich hohen Eierkopf. Gekleidet ist er in einen weißen Cutaway mit gelb gesäumtem Revers, dazu eine weiße Weste, weiße Hosen, sowie ein dottergelbes Hemd und eine weiße Halsbinde, die ob ihrer gelben Anstecknadel an ein Spiegelei erinnert. Zu seinem eierbasierten Waffenarsenal gehören beispielsweise Tränengaseier, gelegt von Hühnern, die er auf eine strikte Zwiebeldiät gesetzt hat und er ergeht sich (insbesondere im englischsprachigen Original) begeistert in Wortspielen rund um den Begriff Ei bzw. Egg - z. B. „Eggcellent“ anstelle von „Excellent“.
Außer in der Folge „Aus Cassandra Hexenküche“, wo er und die berüchtigsten Schurken Gothams nur Cameo-Auftritte bei einem Massengefängnisausbruch und einer darauffolgenden Versammlung hatten, wurde er von Horrorfilm-Ikone Vincent Price dargestellt.

## Faceless
Faceless (zu Deutsch „Der Gesichtslose“), alias Josef Zedno, ist der Spitzname eines Serienkillers, der erstmals in Batman #545 von 1997 auftaucht (Autor: D. Moench; Zeichner: K. Jones).
Zedno wird dort als ein Gothamer Postbote vorgestellt, der große Mengen Postsendungen entwendet, die er bei sich zu Hause sammelt. Als er wegen der hohen Verlustrate von Briefen auf seiner Dienstroute entlassen wird, wird er wahnsinnig und rächt sich an den Personen, die auf seiner Route und die ihn stets mit Herablassung und Nichtbeachtung behandelt hatten, indem er sie nach und nach ermordet. Um ihnen zu zeigen, wie es ist „ein Niemand ohne Gesicht zu sein“, trennt er ihnen außerdem die Gesichter vom Schädel ab und benutzt sie als Masken. Gleichzeitig versucht er so selbst zu einem „Jemand zu werden“. Batman gelingt es schließlich mit Hilfe von Barbara Gordon und Robin den gesichtslosen (faceless) Zedno als den Urheber der Morde ausfindig zu machen und nach einem harten Zweikampf – Zedno ist ein gut durchtrainierter Bodybuilder – zu verhaften.
Faceless wird, trotz Zweifeln an seiner Zurechnungsfähigkeit, ins Blackgate-Gefängnis gebracht. Sein bislang letzter Auftritt zeigt ihn, als er versucht, die Gelegenheit eines schweren Erdbebens zur Flucht von der Gefängnisinsel zu nutzen (Batman: Blackgate – Isle of Men #1, 1998). Ob ihm dies gelungen ist, wurde bislang nicht enthüllt.

## Firebug
Firebug (engl.: „Feuerteufel“) ist der Deckname dreier Brandstifter.

### Firebug I
Josef „Joe“ Rigger trat erstmals in Batman #318 vom Dezember 1979 auf. Er war ein Vietnamveteran und Sprengstoffexperte, der nach Gotham City zurückkehrte, nachdem seine Familie bei unterschiedlichen Gebäudeeinstürzen ums Leben gekommen war. In seiner Verzweiflung reifte in ihm der Gedanke, dass man entsprechende Häuser zerstören müsste, damit sie nicht weitere Menschen „töten“ könnten. Mit den Napalm-Düsen seines Kostüms brannte er verschiedene Gebäude nieder. Batman konnte Rigger schließlich im Zweikampf auf dem Dach des Gotham State Buildings besiegen. Dabei explodierte der Napalm-Tank von Riggers Kostüm. Firebug wurde für tot erklärt. Später trat er erneut auf und arbeitete als Handlanger des Calculators und als bezahlter Brandstifter im Dienst von Black Mask, der Rigger jedoch zugunsten von dessen pyromanischen Konkurrenten Firefly entließ. Firebug tauchte einige Jahre später abermals auf, konnte jedoch von den Beamten des GCPD gestellt werden (GCPD #4). Sein Versuch, Batman in einer ungleichen Partnerschaft mit Mr. Freeze zu besiegen, schlug fehl: Freeze und Rigger wurden von Batman und Harvey Dent besiegt. Rigger hatte einen Auftritt in dem NES-Konsolenspiel Return of the Joker, in dem er als vorletzter Boss-Charakter auftrat.

### Firebug II
Der zweite Firebug war ein Yuppie aus der Gothamer Vorstadt, der die Ausrüstung von Joe Rigger auf G-Bay ersteigerte. Er verübte mehrere Brandanschläge und Diebstähle. Nachdem die Babysitterin seines Sohnes sein Kostüm entdeckt hatte, ermordete er sie. Die Ermittler des GCPD, die den Mord untersuchten, konnten ihn schließlich als Schuldigen entlarven und verhaften (GCPD #5).

### Firebug III
Der dritte Firebug ist ein Unbekannter, der das Firebug-Kostüm übernahm und einmal gegen Deadshot antrat (Deadshot – Urban Renewal #1, Februar 2005).

## Firefly
Firefly (engl.: „Leuchtkäfer“) ist der Deckname des ehemaligen Filmtechnikers Garfield Lynns, der als Auftrags-Brandstifter arbeitet. Er besitzt ein nahezu erotisches Verhältnis zu Feuer und ist mit einem Flammenwerfer, sowie ausklappbaren Metallschwingen ausgestattet, mit denen er in der Lage ist zu schweben. Er trägt einen braunen, feuerfesten Kampfanzug und einen Helm mit zwei antennenartigen Ausläufern. Firefly trat erstmals in Detective Comics #184 vom Juni 1952 auf (Autor: France Herron, Zeichner: Dick Sprang).
Nach dem frühen Tod seiner Eltern wuchs Lynns zusammen mit seiner Schwester Armanda in einem Waisenhaus auf. Wegen diverser Jugendstrafen wollte ihn niemand adoptieren und so blieb er bis zur Volljährigkeit im Waisenhaus. Danach arbeitete er als Pyrotechniker beim Film, bis durch seine Schuld eine Schauspielerin bei einer Explosion schwer verletzt wurde. Nach seiner Entlassung wandte er sich dem Verbrechen zu. Mit der Zeit wurde er zum Pyromanen und begann als professioneller Brandstifter gegen Bezahlung Gebäude anzuzünden, deren Besitzer auf diese Weise Versicherungsprämien einstreichen konnten. Auf Lynns Dienste haben unter anderem schon Black Mask, Nicholas Scratch und Blockbuster zurückgegriffen. Privat zündete Firefly auch Orte an, die er als Kind mit potentiellen Adoptiveltern besucht hatte, z. B. Zoos, Kegelbahnen, Parks usw. Bei einem Brandanschlag wurde Lynns in dem von ihm entfachten Inferno gefangen und durch Verbrennungen schwer entstellt. Danach waren 90 % seiner Haut mit Narben überzogen. Seit Lynns den Haley Zirkus niedergebrannt hatte, in dem Dick Grayson (Robin) aufgewachsen war, hegt dieser einen persönlichen Groll gegen Firefly. Lynns starb schließlich als Opfer der brutalen OMACs (One Man Army Corps), die mit rücksichtslosen Methoden dem Verbrechen in den Vereinigten Staaten ein Ende zu bereiten versuchten.
Firefly trat in verschiedenen Batman-Zeichentrickserien auf, etwa als obsessiver Pyrotechniker in Batman: The Animated Series und Justice League Unlimited (synchronisiert von Mark Rolston), sowie als Söldner und Brandstifter in The Batman (synchronisiert von Jason Marsden). In der letzteren Serie erschien er in der Folge „The Big Heat“ als Saboteur, der Geschäftsrivalen von GothCorp ausschalten sollte und in „Fire and Ice“ als Komplize von Mr. Freeze.
In der Live-Action Arrow hat Firefly einen Auftritt. Hier wird er als Feuerwehrmann dargestellt.
Im Spiel Batman: Arkham Origins ist er einer der acht Auftragskiller, die vom falschen Black Mask auf Batman angesetzt werden. Er tritt erst kurz vor Ende des Spiels in Erscheinung und vermint die Gotham Bridge mit Brandbomben. Das Kopfgeld selbst ist für ihn nebensächlich, ihm scheint es nur darum zu gehen, möglichst viel (insbesondere Batman) in Brand zu stecken.
Seit 2015 war eine weibliche Version von Firefly in der Fernsehserie Gotham zu sehen, verkörpert von den Schauspielerinnen Michelle Veintimilla und Camila Perez. Hier wird die Figur als die Brandstifterin Bridgit Pike dargestellt, die von Professor Hugo Strange in Firefly verwandelt wird. Sie ist eine Jugendfreundin Selina Kyles und verbündet sich im späteren Verlauf der Serie mit dem Pinguin. Gothams alternative Firefly-Version trat später auch in den Batman-Comics auf, erstmals in Detective Comics #988 von 2018.

## Gearhead
Gearhead (engl.: „Zahnradkopf“) ist der Spitzname des kriminellen Nathan Finch, der nach einem Zusammentreffen mit Batman seine Arme und Beine verlor und seitdem Prothesen trägt. Gearhead wurde in Detective Comics #712 (1997) in die Batman-Serie eingeführt (Autor: Chuck Dixon, Zeichner: Graham Nolan).
Nathan Finch war Ingenieur eines Gothamer Technologiekonzerns mit dem Fachgebiet Kybernetik. Aus Geldgier und enttäuschtem Ehrgeiz entführte der beruflich stagnierende Finch die Tochter Joleen Relazzo des Firmenchefs für Lösegeld. Als Batman Finchs Versteck ausfindig gemacht hatte, floh dieser mit seiner Geisel über ein gefrorenes Flussbett. Dabei brachen die beiden durch das Eis. Batman konnte nur noch Joleen retten, und Finch wurde für tot erklärt. Zwei Obdachlosen retteten ihn jedoch und übergaben ihn einem Unterweltarzt, der seine Gliedmaßen amputierte und durch kybernetische Prothesen ersetzte. Finch brauchte Jahre, um mit den Prothesen klarzukommen und nahm dann unter dem Decknamen Gearhead seine kriminelle Karriere wieder auf.
Gearhead beging zwei erfolglose Racheakte an Batman und Joleen Relazzo. Danach sah man ihn als gedungenen Terroristen des kriminellen Rockmusikers Nicholas Scratch. Nachdem er bei einer Explosion mehrere seiner robotischen Gliedmaßen verlor und nur noch aus einem metallenen Torso bestand, für den er keine Ersatzteile beschaffen konnte, ging Finch während der Niemandsland-Storyline eine Partnerschaft mit dem Schläger Tommy Mangels Manchaster ein. Auf Manchasters Rücken geschnallt fungierte er als dessen Ratgeber.
Gearhead tritt in der Zeichentrickserie The Batman auf. Hier debütiert er in „RPM“, der fünften Folge der dritten Staffel. Im Original leiht ihm der Synchronsprecher Will Friedle seine Stimme. In dieser Version ist Gearhead ein geldgieriger Rennfahrer, der seine Kenntnisse über Nanotechnologie ausnutzt, um seinen Wagen zu verbessern und ihn als Fluchtfahrzeug zu verwenden. So gelingt es ihm, die Einnahmen eines Wohltätigkeits-Rennens zu stehlen und bei der Verfolgungsjagd das Batmobil außer Gefecht zu setzen. Bei seiner zweiten Auseinandersetzung mit Gearhead wird Batman auf dessen Cyborg-Identität aufmerksam und blockiert Gearheads kybernetische Kommunikation, um den Gauner auszuschalten und festzunehmen.

## Gentleman Ghost
Gentleman Ghost (engl.: Kavaliersgespenst) ist ein ambivalenter Charakter, der vor allem in den 1960er und 1970er Jahren ein beliebter Gegenspieler Batmans war. Sein wirklicher Name ist Jim Craddock. Er trat erstmals (unter dem Namen Ghost) im Comic-Heft The Flash #88 vom Oktober 1947 auf.
In seiner Debütausgabe, wie auch bei seinen übrigen Auftritten während der 1940er Jahre in The Flash #90, #92 und #103, wurde ihm weder ein Name gegeben noch seine Herkunft beschrieben. Damals war dem Leser nie klar, ob der Gentleman-Ghost tatsächlich ein Gespenst oder nur ein hoch technologisierter Gauner war.
Eine überarbeitete Version des Charakters wurde im Juni/Juli 1969 in The Atom and Hawkman #43 eingeführt. Dort kam es zu einer Auseinandersetzung des Schurken mit dem außerirdischen Polizisten Katar Hol. In diesem Heft wird der wahre Name von Gentleman Ghost als Jim Craddock erwähnt. Er war ein englischer Adliger des 19. Jahrhunderts, der in den Vereinigten Staaten im Kampf mit einigen Revolverhelden unterlag, die ihn gefangen nahmen und an den Galgen brachten. Bei seiner Hinrichtung schwor er, dass er auf die Erde zurückkehren werde, um sich zu rächen. Tatsächlich handelte Craddock mit dem Tod aus, dass seine Seele als Preis für seine Wiederkehr so lange auf der Erde wandeln müsse, bis seine Mörder das Zeitliche gesegnet hatten. Da seine Mörder Nighthawk und Cinnamon jedoch die Reinkarnationen ägyptischer Prinzen namens Khufu und Chay-Ara waren, deren Seelen stets in einer neuen Gestalt wiedergeboren werden, gibt es für Gentleman Ghost keine Wiederkehr. Die derzeitige Reinkarnation seiner Mörder sind Hawkman und Hawkgirl.
In die Batman-Serie wurde er 1979 in der Ausgabe #310 eingeführt. Dort entführt und hypnotisiert er Batmans Freund Alfred Pennyworth. Zu weiteren Begegnungen mit Batman kam es in Batman #319 (1980) und Detective Comics #326 (1983). Bei seinen späteren Auftritten (Hawkman #6 von 1987 und Spectre #11 von 1988) wurde der Gentleman-Ghost sogar in einen halben Helden transformiert, der allenfalls gaunerhafte Züge aufweist, aber kein Schurke mehr ist. Als Schurke trat er letztmals in The Flash #19 von 1989 auf. Weitere Gegner Craddocks waren bisher Max Mercury und das Star-Spangled Kid (Courtney Whitmore).
In der Zeichentrickserie All new Super Friends Hour hatte er einen Auftritt in der Episode „Ghost“, in der er UN-Abgeordnete und Helden zeitweilig in Gespenster verwandelt. In Justice League Unlimited trat er als Mitglied von Gorilla Grodds Legion of Doom auf. Hier wurde er Robin Atkin Downes synchronisiert.

## Getaway Genius
Getaway Genius (engl.: Flucht-Genie) ist der Spitzname des Diebes Rory Reynolds, der sich nach jedem Coup mit genauestens durchdachten Fluchtplänen vom Tatort absetzt. Er verlegte sich auf diese Strategie, nachdem er erkannte, dass Batman und Robin im direkten Kampf gegen ihn immer gewannen. Kennzeichnend für den Genius war sein Seventies-Look (buschige Augenbrauen, Koteletten und Schnauzbart, sowie eine getönte Brille).
Über Reynolds' Vorleben ist so gut wie nichts bekannt. Sein offizieller Lebenslauf beginnt mit seinem ersten Auftauchen in Gotham City. Bei seinen ersten Coups gelang es Reynolds, sich der Verhaftung zu entziehen. Batman und Robin verleiteten jedoch seine Helfer dazu, den Aufenthaltsort ihres Chefs preiszugeben, worauf dieser verhaftet wurde (Batman #170, Gardner Fox, Sheldon Moldoff und Joe Giella). Die Haft war jedoch nur von kurzer Dauer: Der Big Game Hunter entführte ihn aus dem Gefängnis und zwang ihn, Informationen preiszugeben, wie man Batman gefangen nehmen könnte. Nachdem Batman den Big Game Hunter besiegt und Reynolds befreit hatte, begab sich dieser freiwillig zurück in behördlichen Gewahrsam (Batman #174). Reynolds revanchierte sich später für seine Rettung, indem er einen Plan zur Gefangennahme und Hinrichtung Batmans vereitelte (Batman #201, 1968). Reynolds bislang letzte kriminelle Unternehmung, eine bahnbrechende Überfallserie, war nicht von Erfolg gekrönt. Zwar gelang es ihm, Batman zu überlisten, doch das Eingreifen des monströsen Man-Bat brachte ihn wieder hinter Gitter (Batman #254, 1973).

## Gillian B. Loeb
Gillian B. Loeb war der korrupte Polizeichef von Gotham City zu Beginn von Batmans Karriere. Loeb wurde in Batman #404 von 1986 in die Serie eingeführt (Frank Miller und David Mazzucchelli). Loebs Vorliebe für Kitsch spiegelte sich äußerlich in seinem mit abgeschmackten Memorabilia vollgestopften Büro wider.
Loeb stand Batman anfangs wohlwollend gegenüber, da er dachte, dieser würde nur Kleinkriminelle bekämpfen. Er glaubte daher, seine Verbindungen zum organisierten Verbrechen Gothams geheim halten zu können. Nach einem Angriff Batmans auf Loebs Residenz, in der sich auch Bandenchefs aufhielten, beauftragte Loeb den jungen Captain Gordon mit Batmans Ergreifung. Gordon wurde allerdings auf Loebs kriminelle Verstrickungen aufmerksam und begann, Beweise gegen ihn zu sammeln. Nachdem Loebs Komplize Flass gefasst wurde und belastendes Material über den Polizeichef zu Tage förderte, musste dieser von seinem Posten zurücktreten und wurde später vom Killer Hangman ermordet.
In Batman Begins von Christopher Nolan tritt Loeb als Polizeichef von Gotham auf. In dieser Version ist er ein Afroamerikaner und wird von Colin McFarlane gespielt. Anzeichen für Korruption seitens Loebs gibt es hier jedoch nicht, auch wenn er Batman anfangs nicht gerade gutheißt. In The Dark Knight trat MacFarlane wieder als Loeb auf. Im Laufe des Filmes wurde er vom Joker vergiftet.
Commissioner Loeb erscheint in der Fernsehserie Gotham, verkörpert von Peter Scolari. Hier wird er als der verhasste Vorgesetzte des jungen James Gordon dargestellt.

## Harley Quinn
Siehe Artikel Harley Quinn.

## Hella
Siehe Eintrag „Hella“ im Artikel Nightwing.

## Hugo Strange
Professor Hugo Strange ist einer von Batmans ältesten Gegenspielern und ein klassischer Verrückter Wissenschaftler. Er trat erstmals in Detective Comics #37 vom Februar 1940 (Autor: Bob Kane, Zeichner: Bill Finger) auf und stellt nach Dr. Death den ersten wiederkehrenden Batman-Schurken dar. In seiner modernen Inkarnation geht Strange zurück auf das Kreativ-Team Steve Engelheart und Marshall Rogers.
Professor Strange ist ein dünner, glatzköpfiger, brilletragender Mann mit einem schwarzen Ziegenbart. Seine Augen sind hinter den dicken Brillengläsern nicht zu erkennen.
In seiner Urversion war Strange ein klischeehafter böser Wissenschaftler, der Obdachlose in sein Labor lockte, um dort Experimente an ihnen durchzuführen. Seine Opfer wurden dabei meist in hünenhafte Zombies verwandelt. Am Ende seiner zweiten Auseinandersetzung mit Batman stürzte er scheinbar tödlich von einer Klippe (Detective Comics #46). 1977 wurde Strange innerhalb der Strange-Apparations-Storyline wiederbelebt. Er hatte seinen Sturz überlebt und war einige Jahre in Europa untergetaucht. Nach seiner Rückkehr eröffnete er eine Privatklinik, in der er seine wohlhabenden Patienten bis zur Zahlung beträchtlicher Lösegelder gefangen hielt. Strange sicherte sich die Verschwiegenheit seiner Opfer, indem er unangenehme Geheimnisse über sie in Erfahrung brachte. In dieser Zeit wurde er von einer Assistentin namens Magda und von einigen riesenhaften Monstern begleitet.
Nachdem Bruce Wayne bei einer Auseinandersetzung mit Doctor Phosphorus schwere Brandverletzungen davongetragen hatte, ließ er sich zu Erholungszwecken in Stranges Klinik einweisen,  ohne von dessen Machenschaften zu wissen. Strange entdeckte Waynes Geheimidentität und versuchte, daraus Profit zu schlagen. Dazu arrangierte er eine Auktion, an der der Joker, der Pinguin sowie der korrupte Stadtrat Rupert Thorne teilnahmen. Thorne hinterging Hugo Strange, ließ ihn gefangen nehmen und versuchte, durch Folter an Batmans Identität zu gelangen. Nachdem Strange seine Entdeckung nicht verriet und leblos zusammenbrach, ließ Thorne den vermeintlich Toten in einem Fass in den Hafen von Gotham werfen. Thorne wurde bald darauf von einem Geist heimgesucht, der vorgab, Strange zu sein. So verfolgt, stellte sich Thorne schließlich den Behörden und gestand seine Verbrechen. Wie sich herausstellte, hatte Strange den Vorfall im Hafen überlebt und Thorne mit Hilfe von technologischen Mitteln die Geistergeschichte lediglich vorgespielt.
Auf Erde 2, einer Parallelwelt der wahren Erde, existierte ebenfalls ein Hugo Strange, der nach seinem Sturz und anschließendem Ärztepfusch körperlich behindert war. Als der Versuch, Batman mit Starmans gestohlenem Stab zu bezwingen fehlschlug, beging der Hugo Strange von Erde 2 Selbstmord.
In den modernen Batman-Comics wurde Strange als renommierter Psychologe in die Serie eingeführt, der kurz nach Batmans erstem Auftreten durch Gotham City beauftragt wurde, bei der Aufdeckung von Batmans Identität zu helfen. Strange gelang dies tatsächlich, beschloss jedoch, das Geheimnis für sich zu behalten. In einem Anflug von Wahn beschloss er, selbst Batman zu werden. Dieses Bestreben ist bis heute sein leitendes Motiv geblieben. Mehrere Versuche, Batman zu ermorden und seinen Platz einzunehmen, scheiterten bislang. Stranges Versuch, Batman gemeinsam mit Scarecrow zu bezwingen, führte zur Zerstörung seines gotischen Landhauses. Auffallend ist hier Stranges Fähigkeit, dem Tod zu entrinnen. Er überlebte die Aufspießung an einer Wetterfahne und weitere schwere Verletzungen. In der Verkleidung als Firmen-Psychiater versuchte er, Wayne Enterprises zu infiltrieren (Gotham Knights #8–12) um Batman zu zwingen, seine Identität an ihn abzutreten. Mit Hilfe von Robin und Nightwing gelang es Batman schließlich, Stranges Pläne zu vereiteln und diesen ins Arkham Asylum einzuweisen.
In der Zeichentrickserie Batman: The Animated Series von 1992 trat Strange als Betreiber einer Privatklinik auf, wo er die intimsten Geheimnisse seiner Patienten in Erfahrung bringt und diese dann über hohe Geldsummen erpresst. Amerikanischer Originalsprecher für Strange war Ray Buktenica. Als Bruce Wayne sich in Stranges Behandlung begibt, entdeckt dieser Waynes Doppelleben als Batman. Stranges Versuch, das Geheimnis an den Joker, Two-Face und den Pinguin zu verkaufen, scheitert, als Two-Face, der ein ehemaliger Freund Waynes war, Stranges Behauptung für eine Lüge hält. Batman kann nur knapp verhindern, dass Strange wegen seines angeblichen Betruges von den anderen drei Schurken getötet wird. Vor seiner Inhaftierung wird Stranges Glauben an Batmans Identität schließlich durch ein gemeinsames Auftreten von Wayne und Batman (hinter dessen Maske Dick Grayson steckte) erschüttert.
In der Serie Die Liga der Gerechten trat Strange in der Episode „The Doomsday Sanction“ in einer kurzen Szene als Mitarbeiter des Projektes Cadmus auf. Da Warner Brothers die Verwendung der Strange-Figur untersagte, griff man in späteren Episoden auf Dr. Moon zurück. In der Serie The Batman trat Strange als dickleibiger, nicht-glatzköpfiger Psychologe im Arkham Asylum auf. Als Synchronstimme fungierten im Original zunächst Frank Gorshin und später Richard Green. In dieser Inkarnation des Charakters ist Strange kein Schurke, sondern ein vom Phänomen des Wahnsinns faszinierter Psychologe, der versucht, dieses Phänomen um jeden Preis zu begreifen. Dabei schreckt er auch nicht davor zurück, Menschen erheblichen Risiken auszusetzen, um eine ideale Versuchsanordnung zu erhalten. In späteren Folgen wird Strange schließlich selbst für geisteskrank befunden und ins Arkham Asylum eingewiesen.
Professor Strange tritt in der Krimiserie Gotham ab der zweiten Staffel als Antagonist in Erscheinung. Hier wird er vom Schauspieler Bradley Darryl Wong verkörpert. Im Verlauf der Serie wird er von zahlreichen Charakteren wie dem Court of Owls, Fish Mooney, dem Pinguin und Nyssa al Ghul zur Zusammenarbeit gezwungen. In dieser Kontinuität sind Strange und seine Experimente für die Erschaffung zahlreicher zukünftiger Batman-Schurken verantwortlich, darunter Firefly, Mr. Freeze, Clayface, Solomon Grundy, Jane Doe und Bane.
Professor Hugo Strange tritt in der Handheldversion von Lego Batman Das Videospiel von 2008 auf. Dort muss man ihn mit Batman und Robin bei einer Schurkenmission finden und besiegen. Im Spiel Lego DC Super Villains von 2018 findet man ihn nach der Dimensionskrise als Leiter im Arkham Asylum. Als der Joker und Livewire ihn finden,  schickt er einen Patienten namens „Bobby“, den er in ein Monster namens „Robert“ verwandelt hat. Dieser wird mit Elektrizität ausgeschaltet. Joker und Livewire können mit dem von Mercy Graves gesteuerten Joker-Copper entkommen. Hugo Strange notiert sich, dass er Robert Gummischuhe geben sollte. Er ist bisher immer noch der Leiter des Arkham Asylums.
Im Zeichentrickfilm Batman vs. Two-Face, der auf der Fernsehserie der 60er basiert, ist Strange ein Wissenschaftler, der mit seinem Bösartigkeitsextraktor das Böse aus mehreren Schurken absaugen will, wobei die Maschine überladen wird und die Explosion Harvey Dent in Two Face verwandelt. Strange wird entlassen, verbündet sich aber später mit Two-Face, um allen Superschurken der Stadt, die Two-Face eingeladen hatte, um Batmans Geheimidentität an den Meistbietenden zu versteigern, die böse Essenz abzuziehen und zu versprühen, um alle Bürger in Two-Faces zu verwandeln. In diesem Film ist Strange, vermutlich als Anlehnung an seinen Vornamen Hugo, Deutscher bzw. Österreicher; er spricht in der englischen Fassung mit einem deutschen und in der deutschen mit einem Wiener Akzent.

## Hush
Als Junge war Dr. Thomas Elliot, alias Hush, der beste Freund von Bruce Wayne. Im Gegensatz zu seinem Freund hatte Elliot Eltern, die ihn unterdrückten, weshalb er zuerst seinen Vater bei einem fingierten Autounfall tötete und später auch seine herrschsüchtige Mutter, als diese ihn wegen seiner Beziehung mit der Tochter eines Gangsters enterben wollte.  Vom Riddler, der sich mithilfe einer Lazarus-Grube von seinem Krebs geheilt und bei den Nachwirkungen Klarheit über Batmans wahre Identität erlangt hatte, erfährt der erwachsene Elliot, dass Batman Bruce Wayne ist und erschafft seine Schurken-Identität als Hush: Ein Mann mit bandagiertem Gesicht in rot-schwarzer Lederjacke, über der er einen braunen Regenmantel trägt. Zusammen organisieren Hush und Riddler die sogenannte Hush-Verschwörung, bei der mehrere Feinde Batmans ihm schaden wollen. Beispielsweise kontrolliert Poison Ivy die Gedanken von Superman. Joker täuscht den Mord an Tommy Elliot vor, um Hushs wahre Identität zu verbergen. Clayface stellt dabei den toten Elliot dar und fungiert auch später als Hush-Double, um sich vor Batmans Augen immer wieder die Bandagen abzunehmen und ein anderes bekanntes Gesicht zu offenbaren, damit Batman bezüglich Hushs wahrer Identität weiter im Unklaren bleibt.
Hush ging viele Bündnisse mit Feinden von Batman ein; bei Deadshot lernte er etwa zu schießen. Um sich endgültig an Bruce Wayne zu rächen, entführte er Selina Kyle alias Catwoman und stahl ihr Herz. Zur Vollendung ließ er, während Bruce Wayne abwesend war, sein Gesicht chirurgisch so verändern, dass er zu dessen Ebenbild wurde. Damit wollte er das Waynesche Vermögen übernehmen und das Unternehmen dann in den Ruin treiben. Einen späteren Kampf gegen Batman verlor er und muss seitdem in einem Privatgefängnis in Wayne Tower seine Strafe absitzen.
Der junge Tommy Elliot erscheint in der Fernsehserie Gotham, verkörpert von Cole Vallis in der ersten und von Gordon Winarick in der vierten Staffel. Er wird hier als Mitschüler Bruce Waynes dargestellt, mit dem er sich nach einem holprigen Start im späteren Verlauf der Serie anfreundet.
Im Zeichentrickfilm Batman: Hush, der sich am Comic lose orientiert, stellt sich am Ende nicht Thomas Elliot (dieser ist hier, anders als im Comic, wirklich erschossen worden), sondern der Riddler, der im Comic nur der Nutznießer von Hushs Aktivitäten war, als Hush heraus. Clayface spielte hier nicht den toten Elliot, sondern den Riddler, sodass Batman einmal Hush und Riddler gleichzeitig sieht.

## Jester
Als Dr. Arkham zu Black Mask wurde, griff der Joker in seinen Geist und präsentierte Arkham den psychologischen Teil des Jokers, der in ihm selbst wohnt. Dieser Teil namens Jester sieht aus wie ein Harlekin, der Arkhams Gesicht hat. Obwohl er nur eine Wahnvorstellung ist, terrorisiert er Arkham, indem er zum Beispiel seine „Schönheiten“, die einzigen drei Patienten, die Arkham heilen konnte, verunstaltet und ihnen Arkhams Gesicht gibt. Arkham wird aggressiv und tötet die Schönheiten, die, wie sich herausstellt, ebenfalls Wahnvorstellungen waren und Arkham tatsächlich nie einen Insassen heilte. Ob Jester Arkhams Geist verlässt, bleibt ungeklärt. Die neue Leiterin von Arkham, Dr. Alyce Sinner, sagt ihm nur, dass Jester für immer fort sei. Arkham bejaht dies.
Jester ist ebenfalls der Name des guten Gegenstücks zum Joker auf Erde 2. Dieser führt dort mit Lex Luthor die Liga der Gerechten an.

## Joe Chill
Der Kriminelle Joe Chill tötete die Eltern des jungen Bruce Wayne und ist somit Auslöser für Waynes Verwandlung zu Batman.
In den meisten Versionen des Batman-Stoffes ist Chill ein kleiner Straßenräuber, der die Waynes auf dem Heimweg von einem gemeinsamen Kinobesuch (sie sahen Im Zeichen des Zorro) in einer Nebengasse überfällt. Dabei erschießt Chill die Eltern des jungen Bruce Wayne, der unverletzt mit den Leichen seiner Eltern zurückbleibt. Motive, die bei der Ausgestaltung der Szene immer wiederkehren, sind das Zerreißen von Martha Waynes Perlenkette, das Umherkullern der Perlen auf dem Pflaster der Gasse, sowie ein lang gezogener Augenblick, in dem sich Bruce Wayne und Chill in die Augen sehen, bevor dieser flieht.
In der ersten Variante von Batmans Ursprungsgeschichte im Comicheft Batman #1 (Herbst 1940) blieb Chill noch namenlos. Er erhielt seinen Namen erst im Heft Batman #47 von Juni–Juli 1948. In dieser Ausgabe entdeckt Batman, dass der Bandenchef Chill der Mörder seiner Eltern ist. Er gibt sich Chill als Sohn dessen Opfer zu erkennen. Als Chills Handlanger erkennen, dass ihr Chef für die Entstehung Batmans verantwortlich ist, töten sie ihn.
In Detective Comics #235 (1956) erfährt Batman, dass Chill tatsächlich kein zufällig auftretender Straßenräuber, sondern ein bezahlter Mörder war, der die Waynes auf Befehl eines Gangsters namens Lew Moxon tötete. Moxon hatte Rache an Thomas Wayne geschworen, nachdem dieser vor Gericht gegen ihn ausgesagt hatte.
In der Geschichte Batman: Year Two von 1987 wurde Batmans Ursprungsgeschichte in einer abgewandelten Variante präsentiert. Chill trat hier als Attentäter auf, der von diversen Gothamer Bandenchefs angeheuert wurde, um den Reaper aus dem Weg zu räumen, der ihre Geschäfte massiv beeinträchtigte. Batman, der es ebenfalls auf den Reaper abgesehen hatte, tat sich widerwillig mit Chill zusammen, und gemeinsam bezwangen sie den übermächtigen Reaper. Batman führte Chill an den Ort, wo seine Eltern erschossen wurden und gab sich als Bruce Wayne zu erkennen. Er stand kurz davor, Chill zu töten, als der totgeglaubte Reaper erneut aufstand und Batman zuvorkam.
In einer anderen Version in Batman Vol 20 glaubt Bruce Wayne, dass Joe Chill im Dienst des legendären Rat der Eulen stand, einer Verschwörung, die die Fäden hinter Gothams Regierung ziehen soll. Jahrelang denkt er an verschiedene Dinge bezüglich seiner Theorie: wer alles zum Rat gehört und wieso sie Chill beauftragt haben. Als der erwachsene Bruce Chill endlich in einem alten Gebäude aufspürt, findet er keinen Auftragsmörder, sondern einen depressiven Alkoholiker, der sich von dem Verkauf der Perlen damals nur eine Flasche Schnaps kaufen wollte. Bruce will Chill erst erschießen, überlegt es sich dann aber anders und verlässt das Haus enttäuscht. Er ist überzeugt, dass es keine Verschwörung, nur Chaos gäbe und dass man dieses Chaos aufhalten müsse, was schließlich zu seiner Superhelden-Identität führt.
Im Finale der Comic-Trilogie "The Three Jokers" wird der inzwischen todkranke Joe Chill von den beiden überlebenden Jokern (welcher der drei der echte ist bzw. ob es je nur einen echten Joker gab, ist zu diesem Zeitpunkt unklar), dem Verbrecher (der Joker, der sich wie der Joker bei seinem allerersten Auftritt eher ernst und bedacht verhält) und dem Komiker (der Joker, der an "The Killing Joke" erinnert) aus dem Krankenhaus entführt und ins Theater gebracht, vor dem er einst die Waynes erschoss. Er wird vor laufender Kamera zu einem Geständnis gezwungen, welches bei Batmans Eintreffen auf Leinwand abgespielt wird. Chill gesteht, die Waynes aus Neid an ihrem Reichtum und ihrem Platz in der Gesellschaft ermordet zu haben. Der Verbrecher hat Joe Chill in seinem Rollstuhl über einen Bottich mit Chemikalien gefesselt und plant, Joe Chill zum nächsten Joker zu machen. Seiner Meinung hätte der Joker noch mehr Bedeutung, wenn er gleichzeitig der Mann wäre, der Batman quasi erschaffen hat. Im Zuge des Kampfes zwischen dem Verbrecher-Joker und Batman stürzt das Gebäude zusammen. Joe Chill stirbt an seinen Verletzungen, der Verbrecher wird vom Komiker erschossen. Später erklärt der Komiker, der sich später als der scheinbar einzig wahre Joker herausstellt, dass er eigene Pläne hatte. Er wollte nie, dass Chill der nächste Joker wird, stattdessen wollte er, dass Batman Chill als den alten, gebrochenen und harmlosen Mann sieht, zu dem er geworden war, damit er ihm vergibt, da der Joker es nicht ertragen konnte, dass Batman jemand anderen noch mehr hasst als den Joker.
In Tim Burtons Batman-Film von 1989 wird Chill mit der Figur des Jokers verschmolzen. Der junge Jack Napier, der im Film später zum Joker werden sollte, erschoss das Ehepaar Wayne. Im Kinofilm Batman Begins wird Chill von Richard Brake gespielt. Hier wird er als Obdachloser dargestellt, der vor Gericht behauptet, den Überfall auf die Waynes aus Armut verübt zu haben. Bei seiner Entlassung 14 Jahre nach der Tat wird er von einem Handlanger des Gangsters Carmine Falcone erschossen, bevor Bruce Wayne Rache nehmen kann.

## Joker
Siehe Artikel Joker (Comicfigur).

## Joker 2.0
Joker 2.0 ist ein Charakter der Zeichentrickserie The Batman und erscheint in der Episode The metal face of comedy. Ein Wissenschaftler überspielte Jokers Seele in ein Videospiel, so dass Jokers Körper ins Krankenhaus eingeliefert wurde. Gleichzeitig gelingt es dem Wissenschaftler, die Seele in eine Ansammlung von Nanobots zu senden, um Joker zurückzuholen. Als Joker im Krankenhaus erwacht, entkommt er und geht ein Bündnis mit dem Nanobot-Joker „Joker 2.0“ ein. Da Joker 2.0 durch die Nanobots noch gefährlicher ist als das Original (zum Beispiel kann er sich in Gas verwandeln, um zu fliegen, oder sich klonen), will er den Joker und alle, die zu ihm halten, vernichten. Erst Batman und Robin konnten ihn wieder ins Spiel sperren.

## KGBeast
KGBeast (engl.: „KGBestie“) ist der Deckname von Anatoli Knyazev, einem ehemaligen Angehörigen des sowjetischen Geheimdienstes KGB. Die Figur debütierte in Batman #417 vom März 1988 (Autor: Jim Starlin, Zeichner: Jim Aparo). Er ist ein hochgewachsener, muskulöser Mann mit kurzen blonden Haaren. Seine linke Hand und sein linkes Auge fehlen infolge von Selbstverstümmelung. Beide Behinderungen gleicht er durch Spezialprothesen aus. Sein Schüler ist der NKVDemon alias Gregor Dosinky.
Knyazev war ein KGB-Mann, der eine Spezialausbildung zum politischen Attentäter erhalten hatte. Mit Hilfe von anabolen Steroiden wurde er zu einer nahezu unüberwindbaren Kampfmaschine trainiert. Danach beging er im Auftrag des KGB verschiedene Morde an tatsächlichen oder vermeintlichen Feinden der Organisation. Einer seiner Aufträge bestand darin, in Gotham City die zehn wichtigsten Beteiligten an der amerikanischen Strategic Defense Initiative zu ermorden, darunter u. a. den damaligen US-Präsidenten Ronald Reagan. Es gelang Knyazev, sieben seiner zehn Opfer zu ermorden, bevor Batman ihn schließlich gemeinsam mit CIA und FBI gefangen nehmen konnte. Im Zuge dieser Mordserie waren mehr als hundert Leibwächter, Polizisten und Gäste eines Festbanketts getötet worden. Bei einem der zahlreichen Kämpfe mit Batman bewies Knyazev seine Entschlossenheit, indem er sich selbst verstümmelte, um sich der Verhaftung zu entziehen. So schlug er seinen von Batman gefesselten Arm mit einer Axt ab. Die verlorenen Körperteile ersetzte er durch kybernetische Prothesen.
Nach seiner Verhaftung wurde Knyazev an die Sowjetunion ausgeliefert, kehrte aber nach dem Zusammenbruch der Sowjetunion als Mitglied der Russenmafia nach Gotham City zurück. Dabei erwies er sich als weitaus weniger intelligent als früher – wohl eine Folge von Misshandlungen und Folter in der russischen Haft. Der Versuch seiner Bande, die Herrschaft über Gothams Unterwelt zu übernehmen, konnte von Batman und Robin vereitelt werden (Robin III.-Miniserie, 1993). Ein zweiter Versuch, gemeinsam mit Colonel Vega und Romana als Troika die Herrschaft über die Gothamer Unterwelt an sich zu reißen, misslang ebenfalls (Batman #515, 1994). Fortan wurde er im Blackgate Prison inhaftiert, wo er an verschiedenen Ausbruchsversuchen beteiligt war (Batman: Blackgate #1, 1993) und Freundschaft zu Bane schloss (Vengeance of Bane #2, 1995). Eine kurzlebige Partnerschaft mit Chesire wurde gleichfalls von Batman und Arsenal beendet (Batman Plus #1). Während der Niemandslandzeit herrschte er gemeinsam mit Lock-Up (Lyle Bolton) über Blackgate, bis Nightwing dem ein Ende bereitete. Zuletzt arbeitete er mit Magpie, Orca und dem Ventriloquist für den Pinguin, bis alle vier vom Tally Man ermordet wurden (Detective Comics #817). In der Zeichentrickserie Justice League Unlimited hatte er einen Auftritt in der Folge Kids Stuff.
In dem Film Batman v Superman: Dawn of Justice wird Anatoli Knyazev von dem Schauspieler Callan Mulvey gespielt. Allerdings nimmt er nicht die Identität des KGBeast an.

## Killer Croc
Siehe Artikel Killer Croc.

## Killer Moth
Killer Moth (engl.: „Mörder-Motte“) war der Spitzname des Berufsverbrechers Drury Walker (alias Cameron Van Cleer), der im Kostüm einer Motte erfolglos versuchte, sich einen Namen in der Gothamer Unterwelt zu machen und später in das Monster Charaxes verwandelt wird. Killer Moth wurde in Batman #63 vom Februar 1951 ins Batman-Universum eingeführt. In seiner Charaxes-Inkarnation debütierte er in Underworld Unleashed #1 vom November 1995.
Drury Walker, ein chronisch erfolgloser Kleinkrimineller, bot sich als Killer Moth den Gangstern von Gotham als Leibwächter an. Sein Kostüm bestand aus einem lila-grün-weißen Körperanzug, orangefarbenem Umhang, lilafarbenen Stiefeln und einer Gesichtsmaske, die einem Mottenkopf nachempfunden war. Auf dem Rücken trug er Flügelattrappen. Thematisch war Killer Moth ursprünglich eine Art Anti-Batman: Während Batman Unschuldige vor Straftaten bewahrte, gab sich Killer Moth als Beschützer der Kriminellen vor den Gesetzeshütern. Zu seinen Einsätzen als Helfer aller „in Not geratenen Kriminellen“ wurde er mittels des Moth-Signals gerufen. Zudem besaß er ein Moth-Mobil und eine Moth-Cave, jeweils analog zu Batmans Ausrüstung. Killer Moths Markenzeichen war eine Kokon-Waffe. Trotz seiner Anstrengungen wurde er jedes Mal von Batman überwältigt und brachte durch sein Versagen seine Auftraggeber hinter Gitter. Als Walker bei dem Überfall auf einen Maskenball von Batgirl verprügelt wurde, sank seine Selbstachtung auf ein neues Tief. Selbst ein Zusammenschluss mit den Misfits, Catman, Chancer und dem Calendar Man hatte keinen Erfolg. Bei dem Versuch, Gothams Bürgermeister Armand Kroll, den Polizeichef Gordon und Bruce Wayne gegen Lösegeld zu entführen, unterlagen Walker und seine Komplizen den vereinten Anstrengungen von Batman und Robin. Nach dem Anschlag des Terroristen Bane auf das Arkham Asylum gelang Walker als einzigem nicht die Flucht.
Nach einer langen Serie von Fehlschlägen wurde Walker eines Nachts in seiner Zelle im Arkham Asylum vom Dämon Neron aufgesucht, der ihn im Tausch gegen seine Seele in eine wahrhaftige Killer-Motte verwandelte: Als menschenfressender Charaxes, einem geistlosen, dafür übermenschlich starken Wesen sponn er seine Opfer oftmals in klebrige Kokons ein, um sie für den späteren Verzehr zu verwahren. Charaxes ist 2,05 m groß bei einer Spannweite von 3,66 m und einem Gewicht von 92 kg. Seine Augen sind rot glühende Kugeln. Der haarige, senffarbene Körper verfügt neben zwei scharfen Klauen über vier lanzenartige Tentakel und vier stachelförmige Kinnausläufer. Auch als Charaxes konnte Walker bislang keine Siege für sich verbuchen. Er unterlag Robin (Robin #23 und 24), Starfire (The Titans #1) und Killer Croc (Batman: Arkham Asylum: Tales of Madness #1 [One-Shot]). Nach seiner Begegnung mit Lock-Up, einem selbsternannten Gefängniswärter, wurde er mehrere Wochen lang im Hafen von Gotham City gefangen gehalten und konnte ironischerweise erst durch das Eingreifen von Batman und seinen Helfern befreit werden. Später legte Charaxes zu seinem eigenen Entsetzen ein Gelege von hunderten von Eiern, aus denen jeweils identische Duplikate von Drury Walker schlüpften. Diese Sprösslinge wurden schließlich in Regierungsverwahrung genommen, wo sie beim Versuch, gewaltsam zu entkommen, ums Leben kamen. Das Auftreten eines Mannes, der behauptete, der ursprüngliche Killer Moth gewesen zu sein, während Walker nur ein Nachahmer sei, sorgte vorübergehend für Zweifel bezüglich Walkers Identität. Dieser Mann entpuppte sich schließlich jedoch als ein geistig verwirrter ehemaliger Handlanger des Obskuranten Felix Faust.
Killer Moth trat in einer Episode der Batman-Fernsehserie aus dem Jahre 1967 auf, die jedoch aus unbekannten Gründen niemals ausgestrahlt wurde, jedoch heute im Internet kursiert. In der Teen-Titans-Zeichentrickserie trat Killer Moth als ein maskierter und kostümierter Krimineller auf, der überdimensionierte Roboter-Motten in den Kampf schickte, um die Stadt zu verwüsten (Folge „Date with Destiny“). Seine bevorzugte Handwaffe war eine Laserpeitsche. Außerdem hatte Moth hier eine arrogante Tochter namens Kitten. In der Episode „Can I Keep Him?“ trat er erneut auf: Er verwandelte den Wurm Silkie in ein Monster, das sich zunächst gegen die Titans wendete, schließlich aber auf ihrer Seite gegen Moth kämpfte. Danach schlossen sich Moth und Kitten der Brotherhood of Evil an. In „Calling All Titans“ wurde er nach einer erneuten Auseinandersetzung mit den Titans in eine Eisskulptur verwandelt, nachdem ihn Mas y Menos in Changs Sofort-Einfrier-Maschine steckten. Killer Moth wurde bei seinem Debüt von Thomas Haden Church synchronisiert, bei allen nachfolgenden Auftritten von Marc Worden. In The Batman wurde Killer Moth im Original von Jeff Bennett synchronisiert. In dem Batman-Konsolenspiel „Batman: Revenge of the Joker“ trat Killer Moth als Boss-Charakter am Ende eines Levels auf.

## King Tut
King Tut (deutsch: König Tut) tauchte ursprünglich nicht in den Comics, sondern nur in der Batman-Fernsehserie der 1960er Jahre auf, wo er von Victor Buono dargestellt wurde. Es handelt sich dabei in der Fernsehserie um den Gothamer Ägyptologen Professor William Omaha McElroy, der nach einem Schlag auf den Hinterkopf eine retrograde Amnesie entwickelt und glaubt, eine Reinkarnation des Pharao Tutanchamun zu sein. Er trachtet danach, als absolutistischer Herrscher die Macht in Gotham City zu übernehmen. Kennzeichen von King Tut ist die altägyptische Tracht seiner Palastwachen, die antike Hofhaltung sowie sein Ornat, standesgemäß bestehend aus Pschent, Krummstab und Krummwedel. Batman muss ihn wiederholt besiegen und den Professor zur Vernunft bringen, woraufhin dieser sich wieder in einen gesetzestreuen Bürger verwandelt, allerdings nur, bis er erneut einen Schlag auf den Hinterkopf erhält.
In einer Cartoonserie 2008 hatte Tut einen ungenannten Cameo-Auftritt, im April 2009 folgte in Batman Confidential #26 dann auch sein Comic-Debüt, allerdings mit anderem Hintergrund als verbrecherischer Ägyptologe Victor Goodman. In allen Adaptionen ist Tut ein äußerst gerissener und cleverer Gegenspieler, in der 60er Fernsehserie entlarvt er die Geheimidentität von Batman/Bruce Wayne (was weder Riddler noch Joker je gelingt), in den Comics ist er dem Riddler/Rätselknacker als Puzzler ebenbürtig.

## Kite-Man
Der Kite Man (engl.: „Drachen-Mann“) ist ein Schurke, der sich verschiedenster Ausrüstungsgegenstände rund um das Thema Drachen bedient. Sein richtiger Name lautet Charles „Chuck“ Brown, benannt nach dem Charakter aus Charles M. Schulz’ Comic-Serie Peanuts. Dieser Name charakterisiert Kite-Man bereits als „ewigen Verlierer“.
Bei seinem ersten Auftreten versuchte der Kite-Man einige Gefängnisinsassen zu befreien, scheiterte aber durch das Eingreifen von Batman und Robin, die ihn gefangen nahmen (Batman #133, August 1960). Seine Ausrüstung bestand dabei aus allerlei ausgefallenen bis absurden Gegenständen wie einem düsengetriebenen Drachenflieger. Bei seinem nächsten Auftritt (Batman #315, September 1979; Autor: Len Wein, Zeichner: Dick Sprang) versuchte er, die Lohngelder eines Konzerns zu entwenden, und wurde von Batman mit einem eigenen Drachenflieger (Bat-Kite) besiegt. Später unterlag er unter anderem Hawkman und Hawkwoman (Hawkman #4, 1987), dann erneut Batman (Gotham Knights #32) und wurde schließlich von dem Söldner Slade Wilson ermordet, als er sich weigerte, sich der Secret Society of Super Villains anzuschließen.
In der Fernsehserie Harley Quinn wird Kite-Man als der heimliche Liebhaber von Poison Ivy dargestellt. Im Original leiht ihm der Schauspieler Matt Oberg seine Stimme.
Regisseur James Gunn spielte ursprünglich mit dem Gedanken, Kite-Man im Kinofilm The Suicide Squad auftreten zu lassen, doch entschied sich letztendlich dagegen.

## Lady Shiva
Siehe Artikel Ra’s al Ghul, Abschnitt Wiederkehrende Nebenfiguren.

## Lady Vic
Siehe Eintrag „Lady Vic“ im Artikel Nightwing.

## Lex Luthor
Siehe Artikel Lex Luthor.

## Man-Bat
Siehe Artikel Man-Bat.
Dr. Kirk Langstrom arbeitete an einem Mittel, das blinden Menschen die Fähigkeit der Echoortung von Fledermäusen verleihen sollte. In einem Selbstversuch verwandelte er sich in eine humanoide Riesenfledermaus, die instinktgesteuert auf Menschenjagd ging. Man-Bat konnte fliegen und war für seinen Namensvetter Batman eine ernste Bedrohung. Dieser verwandelte Dr. Langstrom letztendlich mit einem Gegenmittel wieder in einen Menschen. Allerdings erleidet der Forscher seitdem immer wieder Rückfälle und wird erneut zu Man-Bat.

## Mad Hatter und Mad Hatter Imposter
Siehe Artikel Mad Hatter (Comicfigur).

## Magpie
Magpie ist der Deckname von Margaret Pye, einer Juwelendiebin, die einst als Kurator im Museum von Gotham City arbeitete. Sie hatte ihren ersten Auftritt in The Man of Steel #3 von 1986. Bei ihrem ersten Erscheinen wurde sie von Batman mit der Hilfe von Superman besiegt, als letzterer gerade zu Besuch in Gotham war.
Die Figur wurde für die Animationsserie Beware the Batman stark überarbeitet. Neben einer neuen Origin-Geschichte erhielt Magpies Erscheinungsbild außerdem ein modernes Neudesign. Das neue Kostüm aus der Serie wurde schließlich auch für die Comics übernommen.
In der Fernsehserie Gotham wird Magpie von Sarah Schenkkan verkörpert. Hier wird sie als Gegenspielerin des Pinguins dargestellt. In der Episode „13 Stiche“ stiehlt sie einen kostbaren Diamant aus Pinguins Sammlung, welcher sich daraufhin mit Selina Kyle verbündet, um Magpie zu fassen. Pinguin gelingt es schließlich, die Diebin in seiner Schatzkammer in eine Falle zu locken, woraufhin er Magpie zum Entsetzen Selinas kaltblütig erschießt.

## Maxie Zeus
Maxie Zeus ist das Alias des Gothamer Bandenchefs Max Zlodsky, der sich für den Gott Zeus hielt. Die Figur wurde von Denny O’Neil kreiert und in Detective Comics #483 vom Mai 1979 ins Batman-Universum eingeführt.
Max Zlodsky war ursprünglich ein Geschichtslehrer in Gotham City. Nach dem nie aufgeklärten Tod seiner Ehefrau verfiel er dem Wahnsinn und schlug eine Karriere als Krimineller ein. Dank hervorragender Geistesgaben stieg er in der Unterwelt von Gotham rasch auf und wurde selbst Chef einer erfolgreichen Bande. Sein Geisteszustand verschlechterte sich zunehmend, so dass er sich letztlich für die Verkörperung des griechischen Gottes Zeus hielt und sich den Namen Maxie Zeus gab. Nach mehreren glücklosen Auseinandersetzungen mit Batman siedelte er sich im Nordwesten der Vereinigten Staaten an, wo er eine Gruppe von übermenschlichen Wesen, die New Olympians, um sich scharte. Der Versuch, die olympische Athletin Lacinia Nitocris zu entführen und zu seiner Göttergemahlin zu machen, wurde von Batman und den Outsidern vereitelt.
Danach trat Maxie Zeus nur noch sehr vereinzelt in Erscheinung und hatte einige wenige, meist glücklos endende Auseinandersetzungen mit Batman (Batman #470, 1991), Robin (Robin #2 [?], 1995) und Catwoman (Catwoman #74 [?]). Den Großteil seiner Zeit verbrachte er über Jahre als Insasse des Arkham Asylums. Seine ehemalige Anwältin, die nun ebenfalls wahnsinnig geworden, unter dem Namen Harpy mit Zeus zusammenarbeitete, vermochte ebenfalls nicht, dessen kriminelles Karrieretief zu durchbrechen (Batman #481 und #482, 1992). Maxie Zeus starb schließlich beim Versuch, einem dämonischen Wesen, das sich als der Kriegsgott Ares ausgab, die Rückkehr auf die Erde zu ermöglichen (Wonder Woman #20 [?]).
In der Batman-Zeichentrickserie Batman. The Animated Series debütierte Maxie Zeus in der Episode Fire From Olympus. Dort war er ein Geschäftsmann, der einen Gott-Komplex entwickelte. Erst mit der Hilfe von Zeus' Ehefrau, die sich um ihren Gatten sorgte, gelang es Batman, den Irren zu besiegen. Als Synchronsprecher für Maxie Zeus fungierte im Original Steve Susskind. Am Ende landet er in Arkham Asylums, wo er sich jedoch beginnt Heimisch zu fühlen: sieht er doch in den anderen Insassen nur Verwandte Götter des Olympus: Hermes, den Gott der Streiche (Joker), Demeter, Göttin der Fruchtbarkeit (Poison Ivy) und den doppelgesichtigen Janus (Two Face; eigentlich ein römischer Gott).
In der Batman-Serie The Batman synchronisierte Phil LaMarr Maxie Zeus, der in der Episode Thunder auftrat. In dieser Folge versuchte der in einer goldenen Rüstung gehüllte Tyrann, unterstützt durch modernste Raumschiffwaffen und Sicherheitsleute, während der Bürgermeisterwahl die Stadt in seine Gewalt zu bringen. Auch in dieser Inkarnation konnte Zeus schnell von Batman und Batgirl besiegt werden.

## Mr. Freeze
Siehe Artikel Mr. Freeze.

## Mr. Lao
Lao ist Chef einer großen Firma in The Dark Knight. Dort macht er ein Angebot, dass er mit Wayne Enterprises zusammenarbeiten würde – tatsächlich holte er jedoch das gestohlene Geld einer Bank ab. Auf den Weg zurück nach Hongkong wird er beim Gespräch mit den Verbrechern belauscht. Als Batman ihn zurück nach Gotham holt, kommt er hinter Gitter. Danach wird er vom Joker getötet.

## Der Pinguin
Siehe Artikel Pinguin (Comicfigur).

## Poison Ivy
Siehe Artikel Poison Ivy (Comics).

## Polka-Dot Man
Polka-Dot Man, auch Mister Polka-Dot genannt, hatte seinen ersten Auftritt 1962 in Detective Comics #300. Sein echter Name is Abner Krill. Er besitzt einen Hightech-Anzug, auf dem unzählige bunte Punkte abgebildet sind. Diese kann der Polka-Dot Man von seinem Gewand abziehen und als Waffen verwenden. Unter anderem können die Punkte ihre Größe, Oberfläche und Form verändern und von Krill beliebig in andere Gegenstände verwandelt werden, wie etwa schwebende Sägeblätter oder sogar fliegende Untertassen. Ähnlich wie Kite-Man gilt auch der Polka-Dot Man als einer der absurdesten Gegenspieler im Batman-Universum.
Für den Kinofilm The Suicide Squad wurde die Rolle des Polka-Dot Man mit David Dastmalchian besetzt.

## Professor Milo
Professor Achiles Milo, trat erstmals Detective Comics #247 vom September 1957 auf.
In seiner Debütausgabe verabreichte er Batman eine Substanz, die eine Microchiroptera-Phobie (Angst vor Fledermäusen) auslöst, so dass dieser fortan unfähig war, sein eigenes Kostüm zu tragen. Um den Schurken besiegen zu können, war Batman gezwungen, sich das Alias „Starman“ zuzulegen. Dabei trug er das Kostüm von James Robinson aus der Starman-Comicserie von 1951. Entsprechend veränderte er sein Arsenal, zu dem nun unter anderen das „Starplane“ und der „Star-a-rang“ zählten. Milo, der den Trick durchschaute, verkleidete sich nun für seine Verbrechen selbst als Fledermaus. Mit Hilfe von Robin gelang es Batman schließlich, seine Furcht zu überwinden und Milo zur Strecke zu bringen.
Kurze Zeit später kehrte Milo zurück und attackierte Batman mit einem Gas, das ihm den Lebenswillen raubte. Mit Hilfe von Robin und seinem Butler Alfred vermochte Batman Milo erneut zu besiegen (Batman #113; Dezember 1957). Nach langer Abwesenheit kehrte Milo erneut zurück und machte sich den Zehnkämpfer Anthony Lupus untertan, indem er ihn mit einem Serum in eine werwolfähnliche Kreatur verwandelte. Schließlich gelang es Lupus jedoch, sich aus Milos Bann zu befreien und ihn zu töten (Batman #255; April 1974). Dies stellte sich allerdings als Irrtum heraus, da Milo später als Leiter des Arkham Asylums wieder in Erscheinung trat (Batman #326 & 327, 1980). Er verhalf Insassen zur Flucht und versuchte, den als Patienten verkleideten Batman durch halluzinogene Gase in den Wahnsinn zu treiben. Dieser Plan misslang jedoch, als Milo von Arkham-Insassen angegriffen wurde, woraufhin er stark traumatisiert selbst eingewiesen werden musste. Nach seiner Entlassung aus Arkham stellte er Batman im Auftrag des Jokers eine Falle (Batman: Joker’s Apprentice #1, 1999) und erklärte danach seinen Ruhestand. Die Geschichte um Anthony Lupus wurde 1993 in einer Folge der Batman-Zeichentrickserie von Bruce Timm und Paul Dini adaptiert.

## Professor Pyg
Professor Pyg trat erstmals Detective Comics #666 vom Juni 2007 auf und wurde geschaffen von Grant Morrison.
Professor Pyg heißt mit wahrem Namen Lazlo Valentin und ist ehemaliger Zirkusdirektor. Sein Markenzeichen ist eine Schweinsmaske aus Plastik. Professor Pyg ist ebenfalls Chef der Gruppe „Zirkus des Bizarren“ und ein Verbündeter von Doktor Hurt. Professor Pyg versuchte, die Menschen von Gotham mit einer Droge abhängig zu machen, sodass die Menschen nur noch seinem Willen gehorchten. Batman und Robin konnten ihn jedoch aufhalten.
In der Serie Beware the Batman ist er ein häufig wiederkehrender Gegenspieler; hier tritt er in Begleitung von Mr. Toat auf.
2017 war Professor Pyg in der Krimiserie Gotham zu sehen, dargestellt vom Broadway-Schauspieler Michael Cerveris. Hier tritt Lazlo Valentin als Gegenspieler James Gordons und des Pinguins in Erscheinung. Er arbeitet mit Sofia Falcone zusammen, um die kriminelle Elite Gothams zu besiegen. Er selbst ist allerdings wahnsinnig. Professor Pyg tötet Obdachlose und verarbeitet sie zu Pasteten. Er möchte diese der reichen Elite Gothams geben. Der Pinguin und Sophia Falcone weigern sich, Pyg rammt ein Messer in Sofias Hand. Pinguin und die anderen müssen dann die Pasteten (die Obdachlosen) essen, um Martine und die anderen Waisen zu schützen. Jim Gordon kommt herein und stellt sich Pyg, der mit zwei Messern auf ihn zu kommt. Die anderen können flüchten. Jim verhaftet Pyg, der in Wahrheit „Lazlo Valentin“ heißt. Jim macht sich in Arkham über Lazlo lustig und sagt ihm das er vergessen wird, er nichts im Vergleich zu „Fish Mooney“ ist. Er geht aus Arkham raus. Lazlo spielt im Arkham Asylum das Lied „Ave Maria“. Dies macht einen Mithäftling wütend. Lazlo tötet ihn schließlich, als er ihn angreift, mit der Schallplatte, schlitzt er ihm die Kehle auf. Er bricht dann aus Arkham aus und tötet Carmine Falcone. Jim will ihn sich dann schnappen, erfährt dann allerdings, dass Sofia Falcone, die Tochter des Römers, dafür verantwortlich ist. Sofia erschießt schließlich Pyg und droht Jim ihm dies anzuhängen, wenn er nicht mitspielt. Jim sagt dem GCPD, dass er Pyg tot aufgefunden habe. Es ist nicht bekannt, ob er die Professor Pyg-Identität von einem anderen übernommen hat, da er dies schon bei anderen so machte.

## Ra’s al Ghul
Siehe Artikel Ra’s al Ghul.

## Ratcatcher
Der Ratcatcher, mit bürgerlichem Namen Otis Flannegan, war einst ein gewöhnlicher Kammerjäger in Gotham City, bis er eines Tages bemerkte, dass er ein erstaunliches Talent zur Dressur von Ratten besaß. Später entwickelte er starke Schuldgefühle, da es früher sein Beruf war, unter anderem auch Ratten massenhaft zu töten. Flannegan verfiel schließlich dem Wahnsinn und begann, Ratten für eine dem Menschen überlegene Spezies zu halten. Ratcatcher lebt in der städtischen Kanalisation und besitzt ähnlich wie der Rattenfänger von Hameln eine Flöte, mit welcher er ganze Armeen von Ratten kontrollieren kann. Sein ultimatives Ziel ist es, die Stadt und schließlich die ganze Welt in ein Paradies für seine mutierten Superratten zu verwandeln und die Menschheit somit komplett auszulöschen. In seinem Wahn hält er dies für die einzige Möglichkeit, seine früheren Taten als ehemaliger Kammerjäger wiedergutzumachen. Das Markenzeichen des Ratcatchers ist seine unheimliche Gasmaske, mit der er stets sein Gesicht verdeckt. Seinen ersten Auftritt hatte er 1988 in Detective Comics #585.
In Batman: Arkham Asylum und Batman: Arkham Origins tritt der Ratcatcher zwar nicht persönlich auf, allerdings kann man in den Videospielen seine Ausrüstungsgegenstände finden. Im Spiel Batman: Arkham City ist der Ratcatcher auf einem Plakat abgebildet.
2020 hatte der Ratcatcher einen Auftritt in der Zeichentrickserie Harley Quinn, in welcher er von James Adomian gesprochen wurde. Hier wurde er als Verbündeter von Two-Face dargestellt.
Im Film The Suicide Squad ist Cleo Cazo alias Ratcatcher 2 Teil des titelgebenden Teams und wird von Daniela Melchior gespielt. Cleo Cazo ist hier die Tochter und Nachfolgerin des originalen Ratcatchers, der von Taika Waititi verkörpert wird.

## Red Hood
Red Hood (engl.: „Rote Kapuze“) ist der Name zweier Schurken, die als Markenzeichen das Tragen eines roten Helmes gemeinsam haben. Der erste Red Hood debütierte 1952 in Batman #152 (Autor: Bill Finger). Die zweite Figur dieses Namens tauchte in der Under the Hood-Storyline von 2004/05 (Autor: Judd Winick, Zeichner: Matt Wagner) auf.

### Red Hood I
In der ursprünglichen Version war Red Hood die Tarnidentität eines Kriminellen, der beim Einbruch in eine Chemiefabrik durch den Sturz in ein Säurebecken zum Joker wurde.
In einer revidierten Fassung des Stoffes war Red Hood die Tarnung einer Diebesbande, die damit die Polizei in die Irre führen wollte. Als schließlich ein erfolgloser Komiker in die Red Hood Bande aufgenommen wurde, musste dieser die Hood-Verkleidung bei einem Einbruch in das Ace Chemicals-Werk tragen, in dem er früher als Chemielaborant tätig gewesen war. Der Komiker wurde von Batman am Tatort in die Enge getrieben und stürzte in ein Chemikalienbecken, bevor er durch ein Abflussrohr ins Freie kam. Der spezielle Atemmechanismus des Red Hood-Helms ließ ihn überleben, verhinderte aber nicht die Entstellung seines Körpers. Seine Haare färbten sich grün, die Haut weiß und die Lippen blutrot. Durch diesen Anblick wurde der Komiker wahnsinnig, gab die Red Hood-Identität auf und wurde zum Joker. Das Red Hood-Kostüm wurde später sowohl im Besitz des Jokers (Batman #450), als auch bei Batman (The Man Who Laughs) gesichtet.

### Red Hood II
Der zweite Red Hood war die Identität des vermeintlich gestorbenen zweiten Robin (Jason Todd), der kurz nach der Kriegsspiele-Storyline wieder in Gotham City auftauchte. Der neue Hood trug statt des Anzugs mit rotem Umhang nun normale Straßenkleidung und eine schwarze Lederjacke. Auch die Form des Helms hatte sich verändert. Der neue Red Hood richtete sich in seinen Aktivitäten vor allem gegen den Joker und die Black-Mask-Bande. Daneben wendete er sich aber auch gegen Batman und dessen Verbündeten, da sie seiner Meinung nach nicht hart genug mit Kriminellen umgingen. Sein erklärtes Ziel war es, Gotham von Verbrechen zu säubern, wobei er auch vor schweren Straftaten wie Mord nicht zurückschreckte.

### Red Hood in anderen Medien
Der Ursprung der Red Hood Identität wird in der ersten Staffel der Fernsehserie Gotham beleuchtet. In der dritten Staffel nimmt Butch Gilzean kurzzeitig die Rolle des Red Hoods an, um sich am Pinguin zu rächen.

## Riddler
Siehe Artikel Riddler.

## Romana
Romana ist eine russische Kriminelle die erstmals in Robin #12 vom Dezember 1994 auftaucht (Autor: C. Dixon, Zeichner: T. Grummett). Zusammen mit KGBeast und Colonel Vega bildet sie die sogenannte „Troika“, eine Gruppe ehemaliger sowjetischer Geheimdienstler die versucht die Führung der Unterwelt von Gotham City in ihre Gewalt zu bringen. Als dies misslingt versucht das Trio die Stadt mit einem baseballgroßen Nuklearsprengkopf zu zerstören, was Batman und Robin zusammen mit dem Polizisten Harvey Bullock verhindern können.

## Scarface
Siehe Abschnitt The Ventriloquist.

## The Scarecrow
Siehe Artikel Scarecrow (Comicfigur).

## Spellbinder
Spellbinder (engl.: „jemand, der andere in seinen Bann schlägt“) ist der Name zweier Schurken, die bei ihren Taten auf illusionistische Tricks zurückgreifen, aber auch in der Lage sind, die Wahrnehmung von Menschen zu beeinflussen.
Der erste Spellbinder war Delbert Billings, während derzeit Fay Moffit diesen Namen trägt. Spellbinder I wurde in Detective Comics #358 vom Dezember 1966 in die Batman-Serie eingeführt. Die moderne Version beider Figuren geht auf Chuck Dixon und Staz Johnson in Detective Comics #691 vom November 1995 zurück.

### Spellbinder I (Delbert Billings)
Der erste Schurke, der den Namen Spellbinder führte, war Delbert Billings. Billings schuf einen Parcours, in dem Elemente des Op-Art im Betrachter Halluzinationen hervorrufen sollten. Batman überwand diese Gerätschaften und bezwang den Spellbinder (Detective Comics #358; Gardner Fox, Sheldon Moldoff und Joe Giella). Daraufhin trieb Billings in Supermans Heimatstadt Metropolis sein Unwesen, wurde aber dort von seinen eigenen Waffen geschlagen (Superman #330; von Martin Pasko, Curt Swan, and Frank Chiaramonte). Billings kehrte im Zuge einer mysteriösen Verbrechenswelle nach Gotham zurück, als Batman vorübergehend verschwunden war. Jedoch war er der erste Schurke, der nach Batmans Rückkehr wieder hinter Gittern landete (Batman #336). Ein Eintrag in Who’s Who #21 gedenkt seiner Karriere.
In einem neuen grün-orangefarbenen Kostüm und nur leichten hypnotischen Kräften schloss er sich der Gruppe der „League-Busters“ an, einer Bande von Schurken, die den Helden der Gerechtigkeitsliga nachstellte (Justice League International #65 und Justice League America #90).
Nach verheerenden Niederlagen kehrte er nach Gotham City zurück, wo er mit seiner Freundin Fay Moffit eine neue Bande begründete. Das Angebot des dämonischen Nerons, ihm im Austausch für seine Seele große Macht zu verleihen, schlug er jedoch aus. Seine Freundin hingegen nahm das Angebot an, tötete Billings und wurde so zum zweiten Spellbinder.

### Spellbinder II (Fay Moffit)
Fay Moffit wurde zum zweiten Spellbinder, nachdem sie Spellbinder I erschoss. Sie erhielt vom Dämon Neron im Tausch gegen ihre Seele die Fähigkeit, in anderen Menschen Halluzinationen hervorzurufen, die so realistisch waren, dass die Opfer körperlichen Schaden erlitten. Wer sich einbildete zu brennen, trug tatsächlich Brandwunden davon. Erst mit Robins Hilfe gelang es Batman, seine Sinnestäuschungen zu überwinden und Moffit zu ergreifen (Detective Comics #691–692, November 1995; von Chuck Dixon, Staz Johnson und Scott Hanna).
Moffit wurde in einer Hochsicherheitsanstalt verwahrt, wo ihr ständig die Augen verbunden wurden, da dies die einzige Möglichkeit war, ihre Kräfte zu neutralisieren (Green Lantern #79). Nach einer kurzen Verlegung in die Arkham-Irrenanstalt gelang ihr die Flucht aus dem Behördengewahrsam, und sie trat in die Dienste von Mark Desmond, dem Chef der Unterwelt von Blüdhaven, einer Nachbarstadt von Gotham City. In seinem Auftrag versuchte sie, den Aufenthaltsort der Batcave herauszufinden (Birds of Prey: Batgirl #1, 1998).
Nach ihrer erneuten Festnahme wurde ihr Gefangenentransport auf den düsteren Planeten Apokolips entführt: Sie willigte ein, sich in den Dienst von Darkseid, dem Herrscher des Planeten, zu stellen, um diesem trübsinnigen Planeten entkommen zu können (Birds of Prey #12–14, 1999).

## Stallion
Siehe Eintrag „Stallion“ im Artikel Nightwing.

## Talia Head
Siehe Artikel Ra’s al Ghul, Abschnitt Wiederkehrende Nebenfiguren.

## Ten-Eyed-Man
Der Ten-Eyed-Man (engl.: zehnäugiger Mann) ist das Alias von Philip Reardon, einem Vietnamveteranen, der Batman für den Verlust seines Augenlichtes verantwortlich macht und seither versucht, sich zu rächen. Er debütierte in Batman #226 von 1970 (Autor: Frank Robbins, Zeichner: Irv Novick).
Reardon nahm als Angehöriger einer Spezialeinheit im Vietnamkrieg teil, wurde aber aus dem Dienst entlassen, nachdem er durch einen Granatsplitter an der Stirn verletzt worden war. In Vietnam hatte er aufgrund seiner hervorragenden Fähigkeiten als Schütze, vor allem aber wegen seiner Narbe an der Stirn den Spitznamen „Three Eyed Man“ (engl.: dreiäugiger Mann) erhalten. Nach seiner Rückkehr in die Vereinigten Staaten arbeitete er zunächst als Wachmann in einem Lagerhaus, wo er eines Nachts von Dieben niedergeschlagen wurde. Als Batman kurz darauf am Tatort eintraf, hielt der benommene Reardon ihn für einen der Diebe und attackierte ihn. In dem Moment, als sich sein Blick klärte und er Batman erkannte, explodierte eine von den Einbrechern zurückgelassene Bombe und verbrannte Reardons Netzhäute, woraufhin er erblindete.
Ein Arzt namens Dr. Engstrom verband Reardons Sehnerven schließlich mit seinen Fingerspitzen. Da nun jeder Finger als Auge fungierte, nannte er sich Ten-Eyed-Man. Reardon schwor Rache an Batman, den er für seine Erblindung verantwortlich machte. Nach zwei gescheiterten Anschlägen auf das Leben Batmans (Batman #226, 1970, und #226, 1971) wurde Reardon in Polizeigewahrsam genommen. Man steckte seine Hände in einen metallenen Kasten, um ihn an der Flucht zu hindern.
In Batman #2 von 1976 (Autor: Martin Pasko, Zeichner: Pablo Marcos und Ricardo Villamonte) wurde der Ten-Eyed Man neu belebt. Hier stellte er Man-Bat im Auftrag eines Mannes namens Livell nach, der das Blut des Fledermausmutanten zur Entwicklung eines Mittels gegen Blindheit verwenden wollte. Der Versuch, Man-Bat hoch über den Dächern von Gotham zu stellen, scheiterte und Reardon stürzte in die Tiefe. Der Ten-Eyed-Man überlebte allerdings und kehrte während der Crisis on Infinite Earths-Storyline in Crisis on Infinite Earths #12 (1985) zurück, in der er allerdings endgültig das Zeitliche segnete. In Who’s Who '87 #23 wurde sein Lebenslauf noch einmal nacherzählt.

## Terrible Trio
Das Terrible Trio (engl.: Schreckliches Trio) trat erstmals 1958 in Detective Comics #253 auf.
Die Mitglieder des Trios waren erfolgreiche Erfinder, die Gotham City mit einer spektakulären Überfallserie überzogen. Während ihrer Verbrechen trugen die drei Männer Geschäftsanzüge, dazu Gesichtsmasken, die einem Fuchs (The Fox), einem Hai (The Shark) und einem Geier (The Vulture) nachempfunden waren. Gemäß ihren fachlichen Fähigkeiten statteten die drei sich mit spezieller Ausrüstung aus, die jeweils zu ihrer Tiergestalt passten. Batman gelang es, das zugrundeliegende Muster der Taten aufzudecken, da das Trio jeweils ein Verbrechen zu Land, zu Wasser und in der Luft verübte, um dann wieder von vorn zu beginnen. Batman und Robin gelang es, den Unterschlupf der Kriminellen ausfindig zu machen und das Trio schließlich zu stellen. Nach einem erfolgreichen Gefängnisausbruch (Detective Comics #321, 1963) wandten sich die drei dem Juwelen- und Menschenschmuggel zu. Batman gelang es in der Tarnung des geflohenen Sträflings Archie Craig das Hauptquartier der Schmuggler zu infiltrieren. Er wurde von den Mitgliedern zunächst überwältigt und konnte erst mit Batwomans Hilfe befreit werden, mit der zusammen er das Trio schließlich zur Strecke brachte.
Das Terrible Trio hatte danach lange Zeit nur noch Kurzauftritte in Batman Family #11 (1977), Who's Who #23 (1986), Green Lantern Corps Quarterly #3 (1992) und Batman: Black and White #4 (1996). Unter den Namen Fisk, Shackley und Volper stellten sie schließlich ein Immobilienunternehmen in Portsmouth auf die Beine, mit dem sie wertvolle Grundstücke kauften, deren Preise nach eigens verübten Anschlägen gefallen waren. Trotz der Unterstützung des Trios durch einen bulligen Leibwächter namens Mister Sham gelang es dem Verbrechensbekämpfer Doctor Mid-Nite, die drei zu stellen und dem FBI zu übergeben (Doctor Mid-Nite Miniseries #1–3, 1999). In Detective Comics #832 (Juli 2007) traten sie erneut auf.
In der Zeichentrickserie Batman: The Animated Series von Bruce Timm und Paul Dini trat das Terrible Trio in der Folge The Terrible Trio (US-Ausstrahlung: September 1995) auf. Hier sind seine Mitglieder drei gelangweilte Mitglieder der Oberschicht, die nicht aus Geldgier, sondern nur wegen des Nervenkitzels zu Kriminellen wurden.

## Tumult
Siehe Eintrag „Tumult“ im Artikel Nightwing.

## Tweedle Dee und Tweedle Dum
Tweedle Dee und Tweedle Dum, eigentlich Dumfree und Deever Tweed, sind zwei Betrüger, die den gleichnamigen Figuren aus Lewis Carrolls Kinderbuch Alice im Wunderland nachempfunden sind. Die Tweeds sind Cousins, die sich ähneln wie eineiige Zwillinge. Mit ihren kahlen, runden Gesichtern und ihrer kleinen, untersetzten Statur gleichen sie ihren Namenspaten. Wenn sie nicht wie die Zwillinge aus Carrolls Buch gekleidet sind, tragen sie klassische Gangsterkleidung der 1920er Jahre. Außerdem schmücken sie sich mit Accessoires wie präparierte Spazierstöcke, die elektrische Stöße abgeben können. Trotz ihrer Abneigung gegen körperliche Bewegung sind sie durchaus flink und agil. Sie debütierten in Detective Comics #74 von 1943 (Künstler: Don Cameron, Jerry Robinson, Bob Kane, George Roussos und Charles Paris).
Batman und Robin wurden erstmals auf die Tweed-Cousins aufmerksam, als diese diverse Überfälle auf Pelz- und Juweliergeschäfte in Gotham City verübten. Sie konnten die beiden schließlich gefangen nehmen, als sie versuchten, einen Wohltätigkeitsmaskenball auszurauben (Detective Comics #74). Bei ihrem zweiten Auftritt überfielen sie mehrere Jagdgesellschaften in Herrenhäusern des Gotham County. Nach allerlei bizarren Wechselfällen, bei denen die Cousins ihre erstaunlichen technischen Fertigkeiten unter Beweis stellten, konnten Batman und Robin sie erneut überwinden (Batman #18). Als Bürgermeister von Yonville versuchten sie, die Dorfbewohner um ihre Ersparnisse zu betrügen, wurden jedoch von Batman und Robin daran gehindert (Batman #24). Diese ersten Abenteuer wurden in World’s Finest Comics #209 (1972) und Detective Comics #443 (1974) sowie in Ausgabe C-25 der Limited Collectors' Edition-Reihe neu aufgelegt.
Danach sanken die Cousins zu zweitklassigen Gegnern herab. Sie nahmen an dem obskuren Unterweltprozess zur Untersuchung des mutmaßlichen Todes von Batman teil (Batman #291 und #294, 1977), beteiligten sich am Versuch, Batman zu ermorden, bevor Killer Croc diese Tat vollbringen konnte, wurden aber mitsamt ihren Komplizen von Croc nahezu totgeschlagen (Detective #526, 1983). Bei einem von Ra’s al Ghul inszenierten Massenausbruch aus dem Arkham Asylum konnten auch die Tweeds fliehen (Batman #400), wurden aber bald darauf wieder gestellt. In Arkham wurden ihnen später Elektroden und Transistoren ins Gehirn eingepflanzt, was dazu führte, dass sie seither gelegentlich unwillkürlich zucken und einen Geruch nach Maschinenöl und Ozon absondern (Secret Origins #23, 1987). In Arkham taten die beiden sich außerdem kurzzeitig mit dem Mad Hatter zusammen, der ihre Vorliebe für Lewis Carroll teilt (Black Orchid #2).
Nach einem erneuten Ausbruch taten sich die beiden mit dem Joker zusammen: Das Trio machte in der Folge nicht nur Batman, sondern auch seinem Verbündeten Superman das Leben schwer (World’s Finest Comics #1–3, 1990). Während dieser Zeit verhielten sie sich ungewohnt unterwürfig und dienten dem Joker als gehorsame Handlanger. Ansonsten sah man sie meist als Dauerinsassen des Hochsicherheitstraktes von Arkham (Animal Man #24, Legends of the Dark Knight #38), wo sie einmal einen Kampf gegen Batman verloren, als dieser vorübergehend ins Asylum eingewiesen wurde (Batman: Shadow of the Bat #3–4).
Nachdem die Tweeds durch einen Anschlag des Terroristen Bane auf die Anstalt von Arkham befreit worden waren, tauchten sie vorübergehend unter. Gemeinsam mit dem Dämonen Asteroth scharten sie eine Bande um sich und eröffneten den Devil Spawn Club. Der Versuch, dem Magier Jason Blood das Eternity Book abzujagen, schlug fehl (The Demon #31–33, 1993). Als Asteroth die Tweeds nicht länger gebrauchen konnte, stieß er sie aus der Bande aus. Diese taten sich mit dem Auftragskiller Tommy Monaghan zusammen, der ein Kopfgeld auf Asteroth einstreichen wollte. Mithilfe seiner telepathischen Fähigkeiten erkannte Monaghan, dass ihn die Tweeds nach Asteroths Tod hintergehen und ermorden wollten. Beim schließlichen Showdown auf einem Gothamer Friedhof wurde Asteroth in die Hölle zurückverbannt, während Monaghan und die Tweeds in verschiedene Richtungen entkamen (The Demon #43–45, 1994; Garth Ennis und John McCrea). Dabei wurden die Cousins von der Gothamer Polizei ergriffen.
Sie wurden erneut nach Arkham verbracht (The Creeper #7), von wo sie nach der Erklärung Gothams zum Niemandsland erneut entkamen (Batman: Shadow of the Bat #80–82, 1998). Sie verließen die verwüstete Stadt, kehrten aber nach dem Ende des Niemandslandes zurück (siehe Batman: Niemandsland).
Tweedledee und Tweedledum werden im Charakterkatalog Who’s Who in den Ausgaben #24 (1987) und #7 (1991) beschrieben.
Die beiden Charaktere erschienen in der dritten Staffel der Krimiserie Gotham. Hier werden Tweedledee und Tweedledum als Handlanger des Mad Hatters dargestellt.

## Two-Face
Harvey Dent, alias Two-Face, hat eine gespaltene Persönlichkeit. Sein Charakter wechselt sprunghaft zwischen gut und böse. Teils hilft er auch Batman, Unrecht zu bekämpfen, oft aber nicht. Durch diesen Zwiespalt hat er große Ähnlichkeit mit Kirk Langstrom (alias Man-Bat). Harvey Dent erhielt die Entstellung einer Gesichtshälfte durch einen Anschlag mit Säure. Im Film The Dark Knight (2008) wurde sein Gesicht dagegen verbrannt.

## The Ventriloquist
Arnold Wesker ist ein schüchterner Bauchredner (auf engl.: Ventriloquist). Seinen ersten Auftritt hatte er 1988 in den Detective Comics (Ausgabe 583). Wie Two-Face besitzt er jedoch eine gespaltene Persönlichkeit. Weskers dunkle Seite wird durch seine Handpuppe Scarface repräsentiert, die in ihrem Verhalten und Aussehen einem typischen Gangsterboss aus Filmen der 1930er Jahre entspricht. Scarface erteilt seinen Handlangern Befehle und schmiedet Pläne, die er auch in die Tat umsetzt. Der Bauchredner ist dagegen ein introvertierter Schwächling, dem beim bloßen Anblick von Gewalt sogar schlecht wird. Scarface behandelt ihn betont schlecht, neigt dazu ihn zu schlagen und nennt ihn verächtlich Dummy (engl.: Dummkopf/Puppe). Wesker kann den Buchstaben „B“ nicht aussprechen und ersetzt ihn stattdessen durch ein „G“ (er sagt Gatman statt Batman). Tatsächlich geht die Persönlichkeitsspaltung Weskers sogar so weit, dass er Scarface als eigenständige, separate und lebendige Person betrachtet. Wesker lebt in ständiger Furcht, eines Tages von ihm beseitigt zu werden. Daher brauchte Batman meistens nur die Puppe zu zerstören, um den Bauchredner problemlos überwältigen zu können.
Wesker hat zwei Komplizen: Rhino und Muskie. Nachdem Jeremiah Arkham, der Leiter der Arkham-Irrenanstalt in der Niemansland-Storyline die Insassen freilassen musste, gelang es Scarface, einen Teil von Gotham unter seine Kontrolle zu bringen. Erst Batman war es möglich, ihn erneut zu besiegen und seine Macht zu brechen.
Der Bauchredner und Scarface erschien bisher in jeder Zeichentrickserie von Batman außer in Ein Fall für Batman (1968–1977). In einigen Episoden versucht er sich zu bessern, wird wegen Scarface jedoch immer rückfällig. Da Scarface von den Machern der (Kinder)-Serie nicht als lebendig eingestuft wurde, konnten sie mit der Puppe machen, was sie wollten, was dazuführte, dass sie ihn auf möglichst grausige Weise immer wieder beseitigten.
In The Batman ist Scarface jedoch nicht einem Mafioso nachgeahmt, sondern ähnelt der Hauptfigur Tony Montana aus dem Film Scarface. In Batman of the Future tritt der Bauchredner nicht auf, man sieht nur kurz Scarface hinter Glas konserviert unter Bruce Waynes Trophäen.
Seit 2017 war eine alternative Version des Bauchredners in der Fernsehserie Gotham zu sehen. Die US-Krimiserie spielt zur Jugendzeit Bruce Waynes und damit noch Jahre vor dem ersten Auftreten Batmans. In Gotham wird der Bauchredner als Oswald Cobblepots Buchhalter und Berater Arthur Penn dargestellt (verkörpert vom echten Bauchredner Andrew Sellon). Dieser besitzt, wie Arnold Wesker, bereits jetzt schon eine ängstliche, schüchterne Persönlichkeit. In der fünften Staffel findet Penn die Bauchrednerpuppe Scarface in einem verlassenen Zauberladen, entwickelt eine gespaltene Persönlichkeit und wird daraufhin zum Ventriloquist.

## Vernon Jamson
Vernon Jamson ist ein Krimineller der erstmals in der Miniserie Arkham Asylum auftaucht. Dort täuscht er Unzurechnungsfähigkeit vor, um in die Nervenheilanstalt Arkham Asylum, anstatt ins Gefängnis eingewiesen zu werden. Als dieser Schwindel auffliegt, kommt der Chef der Anstalt Jeremiah Arkham zu dem Schluss, dass Jamson tatsächlich geisteskrank sein müsse, wenn er die „Hölle von Arkham“ dem Gefängnis vorziehe, und behält ihn da.

## Wild
Wild, alias Wilde Norton, ist ein ehemaliger Soldat, der erstmals in Shadow of the Bat #37 auftaucht (Autor: A. Grant). In diesem Heft beschließt Norton den Tod seiner Familie, die von dem geisteskranken Joker bei einem Amoklauf ermordet wurde, zu rächen: Um dem Treiben des Jokers, dem es immer wieder gelingt aus der Nervenheilanstalt von Arkham zu fliehen und weiter zu töten, ein für alle Mal ein Ende zu machen, nimmt Wilde, der sich nun Wild nennt, die Jagd auf den Joker auf. Er spürt den „Clown“ schließlich in seinem Versteck im Old Mercy Mansion auf, einem alten Herrenhaus in einem Außenbezirk der Stadt. Durch Batmans Eingreifen gelingt es dem Joker Wilds Angriff zu überleben und zu fliehen. Wild wird stattdessen verhaftet, für geisteskrank befunden und in das Arkham Asylum eingewiesen (Shadow of the Bat #38). Ironischerweise wird die Institution von Arkham unmittelbar nach diesen Ereignissen, nachdem ihr vorheriger Standort zerstört worden ist, in die Räumlichkeiten des Old Mercy Mansion verlegt.
Später wird Wild anlässlich einer Gefangenenrevolte in Arkham vom Joker erschossen (Shadow of the Bat #82).

## Willis Danko
Willis Danko ist ein Krimineller, der sich vor allem als bezahlter Schläger und Dieb betätigt. Er taucht erstmals in Batman. Vengeance of Bane 2 von 1995 auf (Autor: C. Dixon, Zeichner: G. Nolan). Dort wird Danko als ein groß gewachsener, muskulöser und glatzköpfiger Mann von mäßiger Intelligenz vorgestellt, der sich durch den Konsum der aus Südamerika stammenden, steroiden, Droge Venom übermenschliche Körperkraft verschafft hat.
Wie sich herausstellt, hat Danko die Venom-Behandlung erhalten, nachdem er sich einem namenlosen südamerikanischen Arzt als Testsubjekt zur Verfügung gestellt hat. Trotz seiner gewaltigen Körperkraft wird er bald von der Polizei gestellt und in das Gefängnis auf Blackgate Island eingewiesen. Aufgrund seiner Drogensucht verbringt Danko in Blackgate viel Zeit in der Krankenstation. Ansonsten hat er sich mit anderen Gefängnisinsassen wie Steeljacket angefreundet und stellt sich den Anführern der Gefangenen von Blackgate als bezahlter Schläger zur Verfügung (Batman: Blackgate #1, 1997).
Danko hat einen Bruder, den der Schurke Bane auf der Suche nach dem Arzt, dem Danko seine Kräfte verdankt, tötet. Anders als Bane, der von seiner Venom-Sucht geheilt werden konnte, gelingt es Danko nicht von seiner Sucht loszukommen. Dankos Verbleib nach dem Erdbeben in der Cataclysm-Storyline von 1998 ist ungeklärt.

## Wrath
Wrath (engl. „Zorn“) ist ein Schurke, der als eine Art Anti-Batman angelegt ist. Er tauchte erstmals in Batman Special #1 von 1984 auf (Autor: M. Barr, Zeichner: M. Golden). In der Geschichte „The Player on the Other Side“ wird Wrath dort als das genaue Gegenbild Batmans eingeführt: Sein äußeres Erscheinungsbild, seine Vorgehensweise und seine Entstehungsgeschichten sind bewusst darauf ausgelegt, ihn als eine Art bösen Zwilling Batmans erscheinen zu lassen. Er trägt ein in Rot und Lila gehaltenes Kostüm mit einem W-Emblem, das dem Kostüm von Batman ähnelt.
Während Bruce Wayne alias Batman als Kind mit ansehen musste, wie seine Eltern von einem Straßenräuber erschossen wurden, erlebte Wrath als Kind mit, wie seine Eltern – ein Diebespaar – bei einem Einbruch von einem jungen Polizisten erschossen wurden. Während Batman aus Rache für den Mord an seinen Eltern dem Verbrechen den Kampf ansagte, erklärte Wrath sich zum Feind aller Gesetzeshüter. Entsprechend dem Antipoden-Prinzip steht Wrath dem Verbrecherjäger Batman, der Waffen hasst und niemals tötet, als Berufskiller gegenüber.
Wrath und Batman treten schließlich gegeneinander an, als Wrath in die Stadt kommt, um den Tod seiner Eltern durch die Ermordung von Gotham Citys Polizeichef James Gordon – der sich als der Polizist entpuppt, der Wraths Eltern erschoss – zu rächen. Wrath gelingt es zunächst Batman schwer zuzusetzen, indem er seine Geheimidentität herausfindet und seine Freunde Alfred Pennyworth und Leslie Thompkins angreift. Als es zum finalen Zweikampf der beiden Männer kommt, stürzt Wrath vom Dach eines Hauses in der Park Row und stirbt. Seine Verlobte, die einen psychischen Zusammenbruch erlebt, wird daraufhin als Geste der Versöhnung in die Obhut von Leslie Thompkins genommen.
In der Zeichentrickserie The Batman scheint William Mallory ein guter Freund von Bruce Wayne zu sein (die beiden gehen zusammen Golfen).
Er hat einen Sohn namens Andy, welcher als sein Sidekick Scorn die Rolle von Batmans Robin ausfüllt. Wrath ruft sich selbst zum Anführer aller Schurken von Gotham City aus, um einen Krieg gegen die Polizei heraufzubeschwören. Mit seinen Sinn für Ehrenhaftigkeit (u. a. stiehlt er nicht aus Spaß) stößt er schnell auf Feindseligkeit von Seiten der Mitganoven. Nachdem er Batmans Identität herausgefunden hatte, versuchten die beiden diese Information ihren Verbündeten zu verraten, doch ein eifersüchtiger Joker, der sich übergangen fühlte, schickt Wrath & Scorn mit Smilex-Gas ins ewige Reich des Wahnsinns.

## Zeiss
Philo Zeiss ist ein technisch versierter Krimineller, der über künstlich gesteigerte Reflexe und die Fähigkeit verfügt, sich mit übermenschlicher Geschwindigkeit zu bewegen. Er trat erstmals in Batman #582 vom Oktober 2000 auf (Autor: Ed Brubaker, Zeichner: Scott McDaniel).
Nach dem Tod von Zeiss' Eltern nahm dessen Onkel Victor Zeiss den Jungen unter seine Fittiche. Unter der Aufsicht Victors trainierte Zeiss jahrelang hart, erlernte diverse Kampfsportarten und wurde schließlich zu einem Enforcer. Auf chirurgischem Wege erhielt Zeiss Implantate, die mit seiner Wirbelsäule und seinen Sehnerven vernetzt wurden, um so seine Reflexe zu steigern. Eine Spezialbrille, die mit seinem Gehirn verdrahtet ist, verbessert Zeiss' Sehvermögen. Die Brille ist außerdem in der Lage, das Gesehene aufzuzeichnen und zu analysieren. Dies ermöglicht es Zeiss, die Taktik und den Kampfstil seiner Gegner sofort zu durchschauen. Zeiss hat bislang unter anderem als Leibwächter für Lew Moxton und für andere Größen der Gothamer Unterwelt gearbeitet. Bereits bei seiner ersten Begegnung mit Batman entwickelte Zeiss die Besessenheit, seine Überlegenheit unter Beweis zu stellen und ihn im Zweikampf zu besiegen.
Das Verhältnis zwischen Moxon und Zeiss verschlechterte sich, nachdem letzterer Moxon im Stich ließ, um einen Zweikampf mit Batman auszutragen. Als Folge wurde Moxon vom Attentäter Deadshot schwer verletzt wurde und sitzt seither im Rollstuhl. Später wurde Moxon von Zeiss ermordet. Batman gelang es zuletzt, Zeiss mit Hilfe von Batgirl zu besiegen.

## Victor Zsasz
Victor Zsasz hatte seinen ersten Auftritt in Shadow of the Bat #1 (Juni 1992). Er ist ein soziopathischer Serienmörder, der sich nach jedem Mord eine weitere Narbe in seinen Körper einritzt. Er sieht die Welt von Zombies übersät, die er von „ihrem Leid erlösen muss“. Häufig gibt er nihilistische Weisheiten von sich. Andere Quellen stellen ihn als kompletten Psychopathen dar, welcher, ähnlich dem Joker, aus perverser Faszination tötet; die Narben werden zu einer Art Akte. Häufig stellt er seine toten Opfer wieder auf und gibt ihnen Posen, als ob sie noch lebendig wären. Im Film Batman Begins tritt er als einer von Falcones Männern auf, die vor Gericht aufgrund ihres „Wahnsinns“ nicht verurteilt, sondern im Arkham Asylum behandelt werden. In dieser Version erscheint er also zurechnungsfähig, aber nicht minder mordlustig.
In dem Comic The Batman Chronicles #3 von 1995 wird Zsasz Herkunftsgeschichte erzählt. Er wuchs in einer wohlhabenden Familie als Einzelkind auf. Seine Eltern ermöglichten ihm den Abschluss an einer Eliteuniversität und er wurde danach Manager in einem internationalen Konzern. Er konnte durch seine beachtliche, überdurchschnittliche Intelligenz ein stolzes Vermögen anhäufen. Als seine Eltern bei einem schweren Bootsunglück ums Leben kamen, irrte Zsasz (damals war er 25) verstört umher und wandte sich schließlich dem Glücksspiel zu. Er setzte sein gesamtes Vermögen ein und verlor es – an den Pinguin. Bei einem Blick in den Spiegel erkannte er die Sinnlosigkeit seiner Existenz und war kurz davor, sich das Leben zu nehmen. Kurz vor dem Sprung von der Gothamer Brücke attackierte ihn ein Obdachloser, welcher Zsasz Geld klauen wollte, mit einem Messer. Instinktiv entriss er dem Mann das Messer und erkannte just in dem Moment, als er dem Mann in die Augen blickte, die gleiche Leere, die er zuvor in seinem eigenen Leben sah. Zsasz stach den Mann brutal nieder (dieser wurde sein erstes Opfer) und setzte sich ein Ziel, eine Lebensmission: Alle Menschen, die er als Zombies titulierte, zu töten und ihnen die Sinnlosigkeit ihrer Existenz durch ihren Tod zu nehmen.
Im Film Batman Begins wird Zsasz von Tim Booth verkörpert. 2020 trat Victor Zsasz im Kinofilm Birds of Prey auf, dargestellt von Chris Messina.
Victor Zsasz ist zudem ein wiederkehrender Antagonist in der Krimiserie Gotham, gespielt von Anthony Carrigan. Hier wird er als berüchtigter Auftragskiller dargestellt, der im Verlauf der Serie mehrmals die Seiten wechselt und unter anderem für den Pinguin, Carmine Falcone und dessen Tochter Sofia arbeitet.